# Красный террор
Кра́сный терро́р — комплекс карательных мер, проводившихся большевиками в ходе Гражданской войны в России (1917—1922) против социальных групп, провозглашённых классовыми врагами, а также против лиц, обвинявшихся в контрреволюционной деятельности. Служил средством устрашения как антибольшевистских сил, так и не принимавшего участия в Гражданской войне населения. Террор и насилие большевики широко использовали против классовых врагов раньше, ещё до официального провозглашения декрета от 5 сентября 1918 года «О красном терроре».
Ф. Э. Дзержинский, один из идеологов и руководителей этой политики, использовал понятие «красный террор» как «устрашение, аресты и уничтожение врагов революции по принципу их классовой принадлежности».
В настоящее время термин «красный террор» имеет два определения:
- Для части историков понятие красный террор включает в себя всю репрессивную политику советской власти, начиная с самосудов октября 1917 года, и определяется как логическое продолжение Октябрьской революции; красный террор начался ранее белого террора и был неизбежен, так как большевистское насилие, обоснованное марксизмом как диктатура пролетариата, было направлено не против действующего сопротивления, а против провозглашённых вне закона слоёв общества: дворян, помещиков, офицеров, священников, кулаков, казаков и тому подобных[8][9].
- Другая часть историков характеризует красный террор как крайнюю и вынужденную, защитную и ответную меру, как реакцию против белого террора и международной интервенции, и считает началом красного террора постановление СНК РСФСР от 5 сентября 1918 года «О красном терроре»[10][11].

## Обоснование красного террора
К. Маркс в ноябре 1848 года в газетной статье о кровавом разгроме восстания в Вене как части Австрийской революции 1848—1849 годов писал: «Безрезультатная резня после июньских и октябрьских дней, бесконечные жертвоприношения после февраля и марта, — уж один этот каннибализм контрреволюции убедит народы в том, что существует лишь одно средство сократить, упростить и концентрировать кровожадную агонию старого общества и кровавые муки родов нового общества, только одно средство — революционный терроризм» без раскрытия сути этого вида терроризма и без дальнейшего развития этой темы.
В сентябре 1917 года в примечании к своей работе «Грозящая катастрофа и как с ней бороться», ссылаясь на статью «Бумажные резолюции», Ленин писал:

Мне уже случилось указывать в большевистской печати, что правильным доводом против смертной казни можно признать только применение её к массам трудящихся со стороны эксплуататоров в интересах охраны эксплуатации. Без смертной казни по отношению к эксплуататорам (то есть помещикам и капиталистам) едва ли обойдется какое ни на есть революционное правительство.
Однако одним из первых декретов советской власти стало принятое 28 октября 1917 года постановление Второго всероссийского съезда Советов «Об отмене смертной казни на фронте» (эту высшую меру наказания ранее восстановил А. Ф. Керенский).
В работе «Государство и революция» Ленин выражал мнение, что сопротивление господствовавших ранее классов будет носить местный характер, однако первые месяцы существования советской власти показали, что это не так. Контрреволюционеры Дона и Петрограда отлично устанавливали связи друг с другом, началась вербовка офицеров к генералу Каледину, эта деятельность финансировалась во всероссийском масштабе. Это потребовало создания общегосударственной структуры по борьбе с саботажем и контрреволюцией — ВЧК, обладавшей следственными и судебными функциями. С началом Гражданской войны и принятием декрета «Социалистическое отечество в опасности» ВЧК получила право вынесения смертных приговоров лицам, пойманным на месте преступления. Жёсткие меры стали применять к лицам, осуждённым за шпионаж и бандитизм. Смертная казнь с политическим мотивом была применена к террористам из анархистских и эсеро-максималистских отрядов в Москве и других городах России. В то время продолжали действовали декреты, отменившие смертную казнь.
Вскоре после захвата власти в крупных городах России большевики занялись проведением марксистских экономических реформ, сводившихся к конфискации имеющегося в наличии состоятельных слоёв населения имущества и мобилизации людских ресурсов для решения насущных задач экономики. В своей статье «Как организовать соревнование?» (декабрь 1917 — январь 1918 годов). Ленин говорит о необходимости применения суровых мер по отношению к классово чуждым пролетариату элементам, которые, по мнению Ленина, нуждались в разных формах перевоспитания:

В одном месте посадят в тюрьму десяток богачей, дюжину жуликов, полдюжины рабочих, отлынивающих от работы… В другом — поставят их чистить сортиры. В третьем — снабдят их, по отбытии карцера, жёлтыми билетами, чтобы весь народ до их исправления надзирал за ними, как за вредными людьми. В четвёртом — расстреляют на месте, одного из десяти, виновных в тунеядстве. В пятом — придумают комбинации разных средств и путём, например, условного освобождения добьются быстрого исправления исправимых элементов из богачей, буржуазных интеллигентов, жуликов и хулиганов. Чем разнообразнее, тем лучше….
В июне 1918 г. в РСФСР была введена смертная казнь по суду в ответ на акты белого террора (покушение на следователя Богданова в Петрозаводске в начале июня, «винный погром, вылившийся в контрреволюционное выступление» в Олонце 10 июня, индивидуальный террор со стороны организации Б. Савинкова и других террористических групп). По мнению историка террора И. Ратьковского, эта «система утверждается только в случае противостояния, в котором участвует инородный элемент, и оправдывается государственной или национальной чужеродностью противника. Для России серьёзные последствия имело вмешательство в её внутренние дела Германии, белополяков, белочехов, Англии, Японии, США и Франции. Кроме того, в условиях Гражданской войны террор заменяет непроведенные экономические реформы, сдерживая народное недовольство. Он призван также „регулировать“ отношения между городом и деревней в период утверждения новой государственности и решить проблему индивидуального террора, показав его политическую несостоятельность».
После подавления июльского восстания левых эсеров в стране оформилась однопартийная система, началась регистрация различных враждебных советской власти категорий лиц.
После убийства В. Володарского ряд большевиков выступали против гуманности в ответах на действия контрреволюционеров, поощряя массовый террор, называемый «вполне правильной революционной инициативой масс», о чём В. И. Ленин пишет в своём письме Г. Зиновьеву 26 июня 1918 года:

Только сегодня мы услыхали в ЦК, что в Питере рабочие хотели ответить на убийство Володарского массовым террором и что вы … удержали. Протестую решительно! Мы компрометируем себя: грозим даже в резолюциях Совдепа массовым террором, а когда до дела, тормозим революционную инициативу масс, вполне правильную. Это невозможно! Террористы будут считать нас тряпками. Время архивоенное. Надо поощрять энергию и массовидность террора против контрреволюционеров…
 Эти тенденции усилились после убийства М. С. Урицкого и покушения на В. И. Ленина.
Однако при этом, в ряде заявлений большевиков, отмечалась необходимость избегать «несправедливых, жестоких и безмотивных приговоров», но указывалось отсутствие чётких сводов законов в отношении уголовного права. В интервью, опубликованном в газете «Известия ВЦИК», первый Председатель Революционного военного трибунала РСФСР К. Данишевский сказал следующее:

Трибуналы не руководствуются и не должны руководствоваться никакими юридическими нормами. Это карательный орган, созданный в процессе напряженной революционной борьбы, который выносит свои приговоры, руководствуясь исключительно принципами целесообразности и правосознания коммунистов. Отсюда вытекает беспощадность приговоров. Но как бы ни был беспощаден каждый отдельный приговор, он обязательно должен быть основан на чувстве солидарной справедливости, должен будить это чувство. При огромной сложности задач военных трибуналов на их руководителях лежит и огромная ответственность. Приговоры несправедливые, жестокие, безмотивные не должны иметь место. В этом отношении со стороны руководителей военных трибуналов должна проявляться особая осторожность.
На проходившем V Всероссийском съезде Советов с отчётом съезду о деятельности ВЦИК 5 июля 1918 года выступал Я. М. Свердлов. Он открыто призвал к «массовому террору», который необходимо проводить против «контрреволюции» а также «врагов советской власти» и выразил уверенность в том, что «вся трудовая Россия отнесётся с полным одобрением к такой мере, как расстрел контрреволюционных генералов и других врагов трудящихся». Съезд официально одобрил эту доктрину.
Официально Красный террор был объявлен 5 сентября 1918 года Постановлением СНК РСФСР от 05.09.1918 «О красном терроре» после убийства С. М. Урицкого в Петрограде и покушения на В. И. Ленина в Москве 30 августа того же года и прекращён 6 ноября 1918 года «Постановлением Шестого Всероссийского Чрезвычайного съезда Советов об амнистии». В начале 1919 г. чрезвычайные комиссии были лишены права вынесения приговоров.

В своей статье «Все на борьбу с Деникиным!», опубликованной в «Известиях ЦК РКП (б)» от 9 июля 1919 года, Ленин писал:
Отметим только, что наиболее близкие к Советской власти мелкобуржуазные демократы, называющие себя, как водится, социалистами, например, некоторые из «левых» меньшевиков и т. п. особенно любят возмущаться «варварским», по их мнению, приёмом брать заложников. Пусть себе возмущаются, но войны без этого вести нельзя, и при обострении опасности употребление этого средства необходимо, во всех смыслах, расширять и учащать.
В сентябре 1919 года в своей статье «Как буржуазия использует ренегатов» В. И. Ленин, раскритиковал книгу К. Каутского «Терроризм и коммунизм», прояснив свою точку зрения на террор вообще и на революционное насилие в частности.
В ответ на обвинение в том, что до революции большевики были против применения смертной казни, а захватив власть, применяют массовые экзекуции, Ленин заявил: 

Во-первых, это прямая ложь, что большевики были противниками смертной казни для эпохи революции… Ни одно революционное правительство без смертной казни не обойдётся и что весь вопрос только в том, против какого класса направляется данным правительством оружие смертной казни.

В брошюре «О продовольственном налоге» (21 апреля 1921 г.) В. И. Ленин указывал на необходимость «красного террора»:

[…] Уклонения в худшую сторону, это — злоупотребления примазавшихся к коммунистам старых чиновников, помещиков, буржуа и прочей сволочи, которая иногда совершает отвратительные бесчинства и безобразия, надругательства над крестьянством. Тут нужна чистка террористическая: суд на месте и расстрел безоговорочно. Пускай Мартовы, Черновы и беспартийные мещане, подобные им, бьют себя в грудь и восклицают «хвалю, тебя, господи, за то, что я не похож „них“, что я не признавал и не признаю террора». Эти дурачки «не признают террора», ибо они выбрали себе роль лакействующих пособников белогвардейщины по части одурачивания рабочих и крестьян. Эс-эры и меньшевики «не признают террора», ибо они исполняют свою роль подведения масс под флагом «социализма» под белогвардейский террор. […]
Пускай лакействующие пособники белогвардейского террора восхваляют себя за отрицание ими всякого террора. А мы будем говорить тяжелую, но несомненную правду: в странах, переживающих неслыханный кризис, распад старых связей, обострение классовой борьбы после империалистской войны 1914—1918 годов, — таковы все страны мира, — без террора обойтись нельзя, вопреки лицемерам и фразерам. Либо белогвардейский, буржуазный террор американского, английского (Ирландия), итальянского (фачисты), германского, венгерского и других фасонов, либо красный, пролетарский террор. Середины нет, «третьего» нет и быть не может.

Сергей Мельгунов применяет термин «красный террор» для описания репрессий в течение всей Гражданской войны в России, то есть в период с 1918 по 1923 годы. Юрий Дойков считает период красного террора с 1917 по 1924 годы.
Исполнителем репрессий являлись органы ВЧК СНК РСФСР (Чрезвычайной комиссии по борьбе с контрреволюцией, спекуляцией и преступлением по должности) и, согласно Постановлению, «ответственные партийные товарищи».

## История красного террора

### Революционный террор начала XX века
Само понятие «красного террора» впервые ввела эсерка Зинаида Коноплянникова, которая заявила на суде в 1906 следующее:

«Партия решила на белый, но кровавый террор правительства, ответить красным террором…»

В свою очередь, термин «красный террор» затем был сформулирован Л. Д. Троцким как «орудие, применяемое против обречённого на гибель класса, который не хочет погибать».
Новую волну террора в России обычно отсчитывают с убийства в 1901 году эсеровским боевиком министра народного просвещения Николая Боголепова. Всего с 1901 по 1911 годы жертвами революционного террора стали около 17 тысяч человек (из них 9 тысяч приходятся на период революции 1905—1907 годов). В 1907 году каждый день в среднем погибало до 18 человек. По данным полиции, только с февраля 1905 г. по май 1906 года было убито: генерал-губернаторов, губернаторов и градоначальников — 8, вице-губернаторов и советников губернских правлений — 5, полицеймейстеров, уездных начальников и исправников — 21, жандармских офицеров — 8, генералов (строевых) — 4, офицеров (строевых) — 7, приставов и их помощников — 79, околоточных надзирателей — 125, городовых — 346, урядников — 57, стражников — 257, жандармских нижних чинов — 55, агентов охраны — 18, гражданских чинов — 85, духовных лиц — 12, сельских властей — 52, землевладельцев — 51, фабрикантов и старших служащих на фабриках — 54, банкиров и крупных торговцев — 29.
Известные жертвы террора:
- министр просвещения Н. П. Боголепов (15.03.1901)
- министр внутренних дел Д. С. Сипягин (02.04.1902),
- уфимский губернатор Н. М. Богданович (06.05.1903),
- министр внутренних дел В. К. Плеве (15.07.1904),
- генерал-губернатор Москвы великий князь Сергей Александрович (04.02.1905),
- московский градоначальник граф П. П. Шувалов (28.06.1905),
- бывший военный министр генерал-адъютант В. В. Сахаров (22.11.1905),
- тамбовский вице-губернатор Н. Е. Богданович (17.12.1905),
- начальник Пензенского гарнизона генерал-лейтенант В. Я. Лисовский (02.01.1906),
- начальник штаба Кавказского военного округа генерал-майор Ф. Ф. Грязнов (16.01.1906),
- тверской губернатор П. А. Слепцов (25.03.1906),
- командующий Черноморским флотом вице-адмирал Г. П. Чухнин (29.06.1906),
- самарский губернатор И. Л. Блок (21.07.1906),
- пензенский губернатор С. А. Хвостов (12.08.1906),
- командир л-гв. Семёновского полка генерал-майор Г. А. Мин (13.08.1906),
- симбирский генерал-губернатор генерал-майор К. С. Старынкевич (23.09.1906),
- бывший киевский генерал-губернатор член Государственного совета граф А. П. Игнатьев (09.12.1906),
- акмолинский губернатор генерал-майор Н. М. Литвинов (15.12.1906),
- петербургский градоначальник В. Ф. фон дер Лауниц (21.12.1906),
- главный военный прокурор В. П. Павлов (27.12.1906),
- пензенский губернатор С. В. Александровский (25.01.1907),
- одесский генерал-губернатор генерал-майор К. А. Карангозов (23.02.1907),
- начальник Главного тюремного управления А. М. Максимовский (15.10.1907).

В 1908—1914 годах по инициативе Главной палаты Русского народного союза имени Михаила Архангела группой монархистов, среди которых были В. М. Пуришкевич, М. М. Бородкин, В. М. Васнецов, А. С. Вязигин и другие, выпускался сборник персоналий, ставших жертвами революционного терроризма — «Книга русской скорби».

### Красный террор в 1917—1921 годах

Так большевистские карательные отряды из латышей и китайцев насильственно отбирают хлеб, разоряют деревни и расстреливают крестьян. Антибольшевистский плакат 1918 года

Сразу после захвата власти большевики начали проводить насильственную политику контроля за зажиточными гражданами и служащими, конфискации имущества и денег (известный ленинский лозунг «Грабь награбленное»), военного коммунизма, рабочего контроля, продразвёрстки, хлебной монополии, хлебных карточек, трудовой повинности для зажиточных граждан и служащих, которые сопровождались насилием и вызывали массовое недовольство и сопротивление граждан, которые большевики подавляли силой и террором.
Смертная казнь в России была отменена 28 октября 1917 года решением Второго Всероссийского съезда советов рабочих и солдатских депутатов.
24 ноября 1917 года Совет народных комиссаров (СНК) издал Декрет «О суде», согласно которому были созданы 

рабочие и крестьянские революционные трибуналы для борьбы против контр-революционных сил в видах принятия мер ограждения от них революции и её завоеваний, а равно для решения дел о борьбе с мародёрством и хищничеством, саботажем и прочими злоупотреблениями торговцев, промышленников, чиновников и прочих лиц.
6 декабря 1917 года СНК рассмотрел вопрос о возможности антибольшевистской забастовки служащих в правительственных учреждениях во всероссийском масштабе. Было принято решение создать чрезвычайную комиссию для выяснения возможности борьбы с такой забастовкой путём «самых энергичных революционных мер». На пост председателя комиссии была предложена кандидатура Феликса Дзержинского.
7 декабря Феликс Дзержинский на заседании СНК сделал доклад о задачах и правах комиссии. В своей деятельности она, по мнению Дзержинского, должна была обращать внимание прежде всего на печать, «контрреволюционные партии» и саботаж. Её надлежало наделить довольно широкими правами: производить аресты и конфискации, выселять преступные элементы, лишать продовольственных карточек, публиковать списки врагов народа. Совнарком во главе с Лениным, заслушав Дзержинского, с его предложениями по наделению нового органа чрезвычайными полномочиями согласился.
В то же время, 17 декабря 1917, в своём обращении к кадетам, Л. Троцкий заявляет о начале стадии массового террора по отношению к врагам революции в более жёсткой форме:

Вам следует знать, что не позднее чем через месяц террор примет очень сильные формы по примеру великих французских революционеров. Врагов наших будет ждать гильотина, а не только тюрьма
Иногда первым актом красного террора считают убийство руководителей партии кадетов, депутатов Учредительного собрания Ф. Ф. Кокошкина и А. И. Шингарёва в ночь с 6 на 7 января 1918 года.
14 января 1918 года на станции Тула расстреляна группа мастеровых и железнодорожников, протестовавшая против убийства большевиком Кожариным двух железнодорожников.
После штурма Киева большевистскими войсками Муравьёва в конце января 1918 года большевики в Киеве убили согласно разных оценок от двух до пяти тысяч офицеров, генералов, сторонников УНР и других жителей Киева, которых большевики считали врагами. При штурме Киева были использованы отравляющие газы.
Латвия переживает первую волну красного террора в феврале 1918 года, когда германская армия после трёхмесячного перерыва возобновляет военные действия на Восточном фронте. Большевики — Республика Исколата — не надеются остановить или хотя бы задержать германцев, поэтому из рядов интеллигенции, состоятельных латышей и местных немцев берут сотни заложников, которых вывозят в Россию, чтобы застраховаться от возможных германских репрессий. Несколько десятков из них в хаосе отступления убили.
21 февраля 1918 года СНК издал декрет «Социалистическое отечество в опасности!», который постановлял, что «неприятельские агенты, спекулянты, громилы, хулиганы, контрреволюционные агитаторы, германские шпионы расстреливаются на месте преступления». Ленин дал указание под угрозой расстрела принудить мужчин и женщин буржуазного класса рыть окопы.

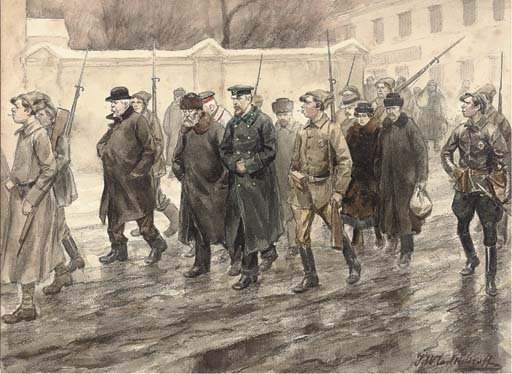
Конвоирование арестованных, картина И. А. Владимирова

На основании этого декрета ВЧК объявила, что «контр-революционные агитаторы… все бегущие на Дон для поступления в контр-революционные войска… будут беспощадно расстреливаться отрядом комиссии на месте преступления».
Ранее, в статье «Как организовать соревнование?» В. И. Ленин писал о необходимости жёсткого надзора над контрреволюционными классами и даже возможности применения к ним насильственным мер:

Богатые и жулики, это — две стороны одной медали, это — два главные разряда паразитов, вскормленных капитализмом, это — главные враги социализма, этих врагов надо взять под особый надзор всего населения, с ними надо расправляться, при малейшем нарушении ими правил и законов социалистического общества, беспощадно. Всякая слабость, всякие колебания, всякое сентиментальничанье в этом отношении было бы величайшим преступлением перед социализмом.— Ленин В.И. Как организовать соревнование?
13 июня 1918 года был принят декрет о восстановлении смертной казни. С этого момента расстрел мог применяться по приговорам революционных трибуналов. 21 июня 1918 года первым приговорённым революционным трибуналом к расстрелу стал адмирал А. М. Щастный.
14 июня в Берёзовском Заводе неподалёку от Екатеринбурга рабочие проводили митинг протеста против действий «большевистских комиссаров», обвиняя их в захвате лучших домов городка и в присвоении ста пятидесяти рублей контрибуции, взысканной с местных богачей. Отряд Красной гвардии открыл огонь по митингующим, и пятнадцать человек было убито. На следующий день местные власти ввели военное положение в этом рабочем городке, и четырнадцать человек были немедленно расстреляны местной ЧК.
За май—июнь 1918 года Петроградская ЧК зарегистрировала семьдесят инцидентов: забастовок, митингов, антибольшевистских манифестаций. Участвовали в этих инцидентах преимущественно рабочие. Собрание рабочих уполномоченных — организация, координирующая оппозиционную деятельность среди рабочих, которой руководили меньшевики, — было распущено. За два дня было арестовано более восьмисот «зачинщиков».
В июле левыми эсерами были организованы восстания в Москве, Ярославле, Рыбинске и Муроме. 6 июля левый эсер Яков Блюмкин убил в Москве германского посла Мирбаха с целью вызвать разрыв договорных отношений между Германией и РСФСР. 10 июля в поддержку своих соратников попытался поднять восстание против большевиков командующий Восточным фронтом РККА левый эсер Михаил Муравьёв.

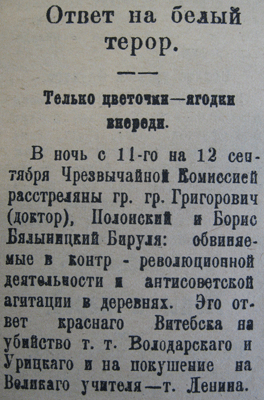
Газетное сообщение о красном терроре в Витебске

8 августа В. И. Ленин пишет Г. Ф. Фёдорову о необходимости массового террора для «наведения революционного порядка».

В Нижнем, явно, готовится белогвардейское восстание. Надо напрячь все силы, составить тройку диктаторов (Вас, Маркина и др.), навести тотчас массовый террор, расстрелять и вывезти сотни проституток, спаивающих солдат, бывших офицеров и т. п.
Ни минуты промедления.
Не понимаю, как может Романов уезжать в такое время!
Подателя я не знаю. Он называется Алексей Николаевич Бобров, говорит, что работал на Выборгской стороне в Питере (с 1916 года)… До этого работал-де в 1905 в Нижнем.
Судя по мандатам его, заслуживает доверия. Проверьте и запрягите в работу.
Петерс, председатель Чрезвычайной комиссии, говорит, что от них тоже есть надёжные люди в Нижнем.
Надо действовать вовсю: массовые обыски. Расстрелы за хранение оружия. Массовый вывоз меньшевиков и ненадёжных. Смена охраны при складах, поставить надёжных.
Говорят, к Вам поехали Раскольников и Данишевский из Казани.
Прочтите это письмо друзьям, ответьте мне по телеграфу или по телефону.

Немногим позже, 9 августа 1918 года Ленин отправляет указания в Пензенский губисполком

Необходимо произвести беспощадный массовый террор против кулаков, попов и белогвардейцев; сомнительных запереть в концентрационный лагерь вне города

Не пропускайте момента победы над Григорьевым, не отпускайте ни одного солдата из сражающихся против Григорьева. Декретируйте и проводите в жизнь полное обезоружение населения, расстреливайте на месте беспощадно за всякую сокрытую винтовку. Весь гвоздь момента: быстрая победа в Донбассе, сбор всех винтовок из деревень, собрание прочной армии.
Среди мер по наведению порядка и предупреждению сопротивления, саботирования и контрреволюции предлагались также операции по взятию заложников и осуществлению угроз и шантажа. Данный факт, к примеру, Ф. Э. Дзержинский объяснил словами, что данная мера:

самая действенная — взятие заложников среди буржуазии, исходя из списков, составленных вами для взыскания наложенной на буржуазию контрибуции … арест и заключение всех заложников и подозрительных в концентрационных лагерях.
Ленин данное предложение дополняет и предлагает перечень мер по практической реализации проекта:

Я предлагаю «заложников» не взять, а назначить поимённо по волостям. Цель назначения именно богачи, так как они отвечают за контрибуцию, отвечают жизнью за немедленный сбор и ссыпку излишков хлеба в каждой волости
Применение мер по взятию заложников объяснялось, прежде всего, необходимостью сдерживать, таким образом, «контрреволюцию», используя жизнь заложников из её числа как гарант неприменения силы и воздержания от контрреволюционных выступлений и мятежей. В. И. Ленин, в ответ на протесты партийной оппозиции, считавшей данные меры «варварскими», сообщал:

Я рассуждаю трезво и категорически: что лучше — посадить в тюрьму несколько десятков или сотен подстрекателей, виновных или невиновных, сознательных или несознательных, или потерять тысячи красноармейцев и рабочих? — Первое лучше. И пусть меня обвинят в каких угодно смертных грехах и нарушениях свободы — я признаю себя виновным, а интересы рабочих выиграют.
Красный террор был объявлен 2 сентября 1918 года Яковом Свердловым в обращении ВЦИК и подтверждён постановлением Совнаркома от 5 сентября 1918 года как ответ на покушение на Ленина 30 августа, а также на убийство в тот же день Леонидом Каннегисером председателя Петроградской ЧК Урицкого.

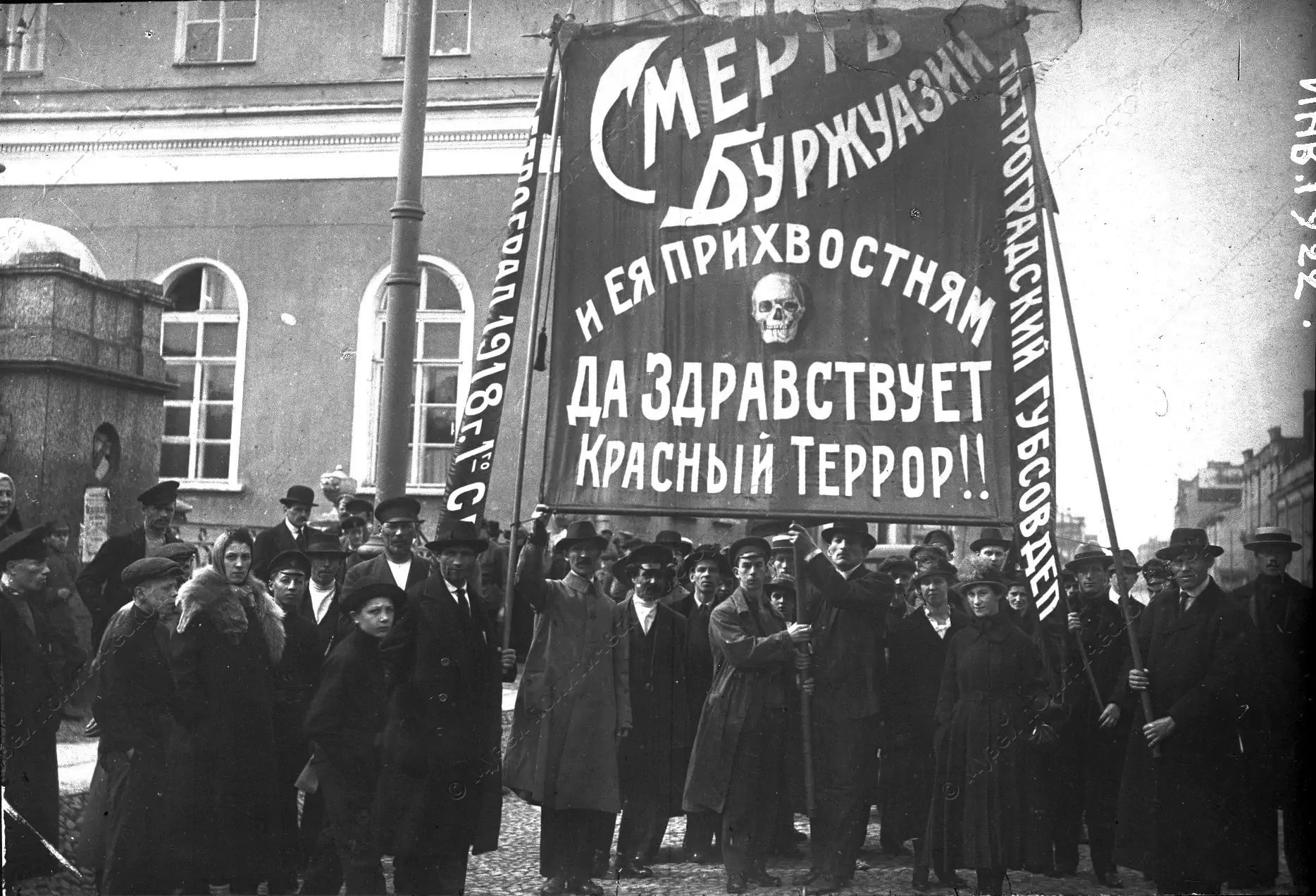
Петроград, начало сентября 1918 г.

Согласно постановлению СНК РСФСР, «обеспечение тыла путём террора является прямой необходимостью», республика освобождается от «классовых врагов путём изолирования их в концентрационных лагерях», «подлежат расстрелу все лица, прикосновенные к белогвардейским организациям, заговорам и мятежам».
Ф. Э. Дзержинский заявил:

Законы 3 и 5 сентября наконец-то наделили нас законными правами на то, против чего возражали до сих пор некоторые товарищи по партии, на то, чтобы кончать немедленно, не испрашивая ничьего разрешения, с контрреволюционной сволочью.
Затем, 17 сентября, Дзержинский предлагает местным ЧК «ускорить и закончить, то есть ликвидировать, нерешённые дела»
В сентябре 1918 года, на момент начала «красного террора», из 781 сотрудника московского центрального аппарата ЧК 278 были латышами. В тот момент из 70 комиссаров комиссии латышей было больше половины — 38. Однако большинство хотели вернуться на родину, а не работать в советской тайной полиции. Работа в советских учреждениях для многих латышей была единственной возможностью выжить.
3 сентября Народный комиссар внутренних дел Г. И. Петровский в своём распоряжении заявляет о несоответствующем выполнении указаний революционной власти, поскольку расстрелы происходят недостаточно массово и несмотря на «массовые расстрелы десятками тысяч наших товарищей», всё ещё не введён массовый террор против «эсеров, белогвардейцев и буржуазии». Издаётся и затем публикуется в Еженедельнике ВЧК следующее указание:

Расхлябанности и миндальничанью должен быть немедленно положен конец. Все известные правые эсеры должны быть немедленно арестованы. Из буржуазии и офицерства должно быть взято значительное количество заложников. При малейших попытках сопротивления должен применяться массовый расстрел. Местные губисполкомы должны проявить в этом направлении особую инициативу. Отделы милиции и чрезвычайные комиссии должны принять все меры к выяснению и аресту всех подозреваемых с безусловным расстрелом всех замешанных в контр.р. [контрреволюционной] и белогвардейской работе.

О всяких нерешительных в этом направлении действиях тех или иных органов местных советов Завуправы исполкомов обязаны немедленно донести народному комиссариату Внутренних Дел. …Тыл наших армий должен быть, наконец, окончательно очищен от всякой белогвардейщины и всех подлых заговорщиков против власти рабочего класса и беднейшего крестьянства. Ни малейших колебаний, ни малейшей нерешительности в применении массового террора!.

«I. Применение расстрелов.

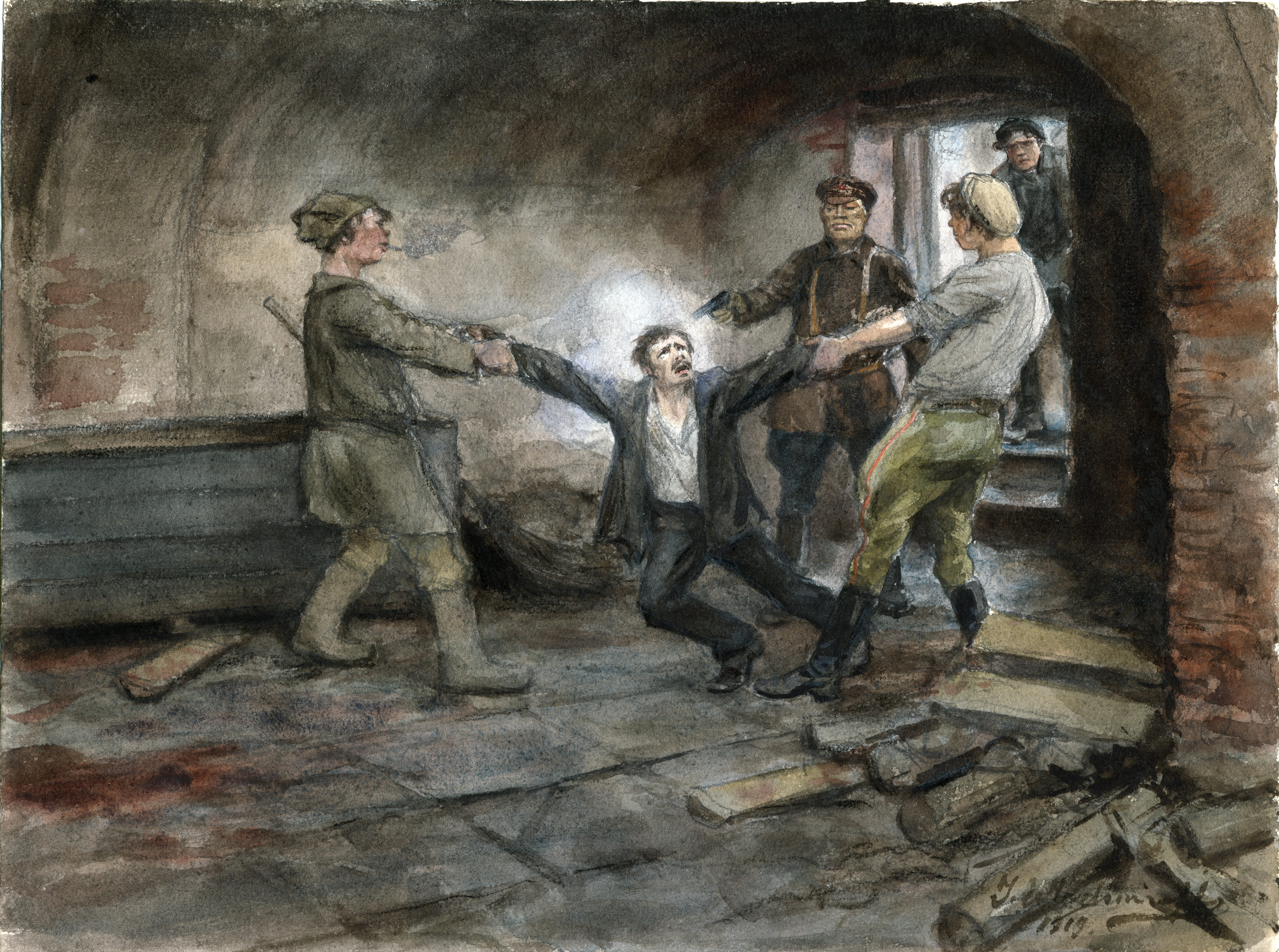
«В подвалах ЧК», картина И. А. Владимирова

1. Всех бывших жандармских офицеров по специальному списку, утверждённому ВЧК.
2. Всех подозрительных по деятельности жандармских и полицейских офицеров соответственно результатам обыска.
3. Всех имеющих оружие без разрешения, если нет на лицо смягчающих обстоятельств (например, членство в революционной Советской партии или рабочей организации).
4. Всех с обнаруженными фальшивыми документами, если они подозреваются в контрреволюционной деятельности. В сомнительных случаях дела должны быть переданы на окончательное рассмотрение ВЧК.
5. Изобличение в сношениях с преступной целью с российскими и иностранными контрреволюционерами и их организациями, как находящимися на территории Советской России, так и вне её.
6. Всех активных членов партии социалистов-революционеров центра и правых. (Примечание: активными членами считаются члены руководящих организаций — всех комитетов от центральных вплоть до местных городских и районных; члены боевых дружин и состоящие с ними в сношениях по делам партии; выполняющие какие-либо поручения боевых дружин; несущие службу между отдельными организациями и т. д.).
7. Всех активных деятелей к/революционных партий (кадеты, октябристы и проч.).
8. Дело о расстрелах обсуждается обязательно в присутствии представителя Российской партии коммунистов.
9. Расстрел приводится в исполнение лишь при условии единогласного решения трёх членов Комиссии.
10. По требованию представителя Российского комитета коммунистов или в случае разногласия среди членов Р. Ч. К. дело обязательно передаётся на решение Всероссийской ЧК.
II. Арест с последующим заключением в концентрационный лагерь.
11. Всех призывающих и организующих политические забастовки и другие активные выступления для свержения Советской власти, если они не подвергнуты расстрелу.
12. Всех подозрительных согласно данным обысков и не имеющих определённых занятий бывших офицеров.
13. Всех известных руководителей буржуазной и помещичьей контрреволюции.
14. Всех членов бывших патриотических и черносотенных организаций.
15. Всех без исключения членов партий с.-р. центра и правых, народных социалистов, кадетов и прочих контрреволюционеров. Что касается рядовых членов партии с.-революционеров центра и правых рабочих, то они могут быть освобождены под расписку, что осуждают террористическую политику своих центральных учреждений и их точку зрения на англо-французский десант и вообще соглашение с англо-французским империализмом.
16. Активных членов партии меньшевиков, согласно признакам, перечисленным в примечании к пункту 6.
Должны быть произведены массовые обыски и аресты среди буржуазии, арестованные буржуа должны быть объявлены заложниками и заключены в концлагерь, где для них должны быть организованы принудительные работы. В целях терроризации буржуазии следует также применять выселение буржуазии, давая на выезд самый короткий срок (24-36 часов)…»

Самой крупной акцией красного террора был расстрел в Петрограде 512 представителей элиты (бывших сановников, министров, профессоров). Данный факт подтверждает сообщение газеты «Известия» от 3 сентября 1918 года о расстреле ЧК города Петрограда свыше 500 заложников. По официальным данным ЧК, всего в Петрограде в ходе красного террора было расстреляно около 800 человек.
Согласно исследованиям итальянского историка Дж. Боффы в ответ на ранение В. И. Ленина в Петрограде и Кронштадте было расстреляно около 1000 контрреволюционеров.
В сентябре 1918 года Г. Е. Зиновьев делает соответствующее заявление:

Нужно уподобиться военному лагерю, из которого могут быть кинуты отряды в деревню. Если мы не увеличим нашу армию, нас вырежет наша буржуазия. Ведь у них второго пути нет. Нам с ними не жить на одной планете. Нам нужен собственный социалистический милитаризм для преодоления своих врагов. Мы должны увлечь за собой 90 милл.[ионов] из ста, населяющих Советскую Россию. С остальными нельзя говорить — их надо уничтожать.
В то же время, ЦК РКП(б) и ВЧК разрабатывают совместную инструкцию следующего содержания:

Расстреливать всех контрреволюционеров. Предоставить районам право самостоятельно расстреливать… Взять заложников… устроить в районах мелкие концентрационные лагери… Сегодня же ночью Президиуму ВЧК рассмотреть дела контрреволюции и всех явных контрреволюционеров расстрелять. То же сделать районным ЧК. Принять меры, чтобы трупы не попадали в нежелательные руки…
Призывы к массовому террору широко присутствуют в революционной прессе. 31 августа 1918 года газета «Правда» писала:

…настал час, когда мы должны уничтожить буржуазию, если мы не хотим, чтобы буржуазия уничтожила нас. Наши города должны быть беспощадно очищены от буржуазной гнили. Все эти господа будут поставлены на учёт и те из них, кто представляет опасность для революционного класса, уничтожены. […] Гимном рабочего класса отныне будет песнь ненависти и мести!
3 сентября 1918 года газета «Известия» публикует слова Ф. Э. Дзержинского

Пусть рабочий класс раздавит массовым террором гидру контрреволюции! Пусть враги рабочего класса знают, что каждый задержанный с оружием в руках будет расстрелян на месте, что каждый, кто осмелится на малейшую пропаганду против советской власти, будет немедленно арестован и заключён в концентрационный лагерь!
Официальное издание Петросовета, «Красная газета», комментируя убийство М. С. Урицкого, писала":

«Убит Урицкий. На единичный террор наших врагов мы должны ответить массовым террором… За смерть одного нашего борца должны поплатиться жизнью тысячи врагов.»

«… дабы не проникли в них жалость, чтобы не дрогнули они при виде моря вражеской крови. И мы выпустим этом море. Кровь за кровь. Без пощады, без сострадания мы будем избивать врагов десятками, сотнями. Пусть их наберутся тысячи. Пусть они захлебнутся в собственной крови! Не стихийную, массовую резню мы им устроим. Мы будем вытаскивать истинных буржуев-толстосумов и их подручных. За кровь товарища Урицкого, за ранение тов. Ленина, за покушение на тов. Зиновьева, за неотмщенную кровь товарищей Володарского, Нахимсона, латышей, матросов — пусть прольётся кровь буржуазии и её слуг, — больше крови!»
Затем, спустя четыре дня, данное издание публикует результаты вышеуказанной карательной операции:

«Вместо обещанных нескольких тысяч белогвардейцев и их вдохновителей — буржуев расстреляно едва несколько сот.»
3 ноября (21 октября) 1918 года в Пятигорске «в силу приказа № 3 от 8 октября сего года, в ответ на дьявольское убийство лучших товарищей, членов ЦИК и других, по постановлению Чрезвычайной комиссии расстреляны … заложники и лица, принадлежащие к контрреволюционным организациям» в числе 59 человек, в числе которых: князья Сергей, Фёдор и Николай Урусовы, князь Леонтий и Владимир Шаховские, князь Туманов, граф Капнист, граф Бобринский, министры С. В. Рухлов и Добровольский, ряд генералов, полковников и лица иных высоких чинов из числа заложников. Вскоре, 13 ноября (31 октября) 1918 года Чрезвычайная комиссия по борьбе с контрреволюцией на заседании под председательством Атарбекова вынесла постановление о расстреле ещё 47 человек из числа контрреволюционеров и фальшивомонетчиков. В действительности большинство заложников в Пятигорске были не расстреляны, а зарублены шашками или кинжалами. Эти события получили название «Пятигорской бойни».
Оставшийся в живых во время террора в Петрограде мичман А. А. Гефтер вспоминал о событиях августа 1918 года:

в последних числах августа две барки, наполненныя офицерами, потоплены и трупы их были выброшены в имёніи одного из моих друзей, расположенном на Финском заливе; многіе были связаны по двое и по трое колючей проволокой…
15 апреля 1919 года вышло Постановление ВЦИК «О лагерях принудительных работ», а 17 мая 1919 года — Декрет ВЦИК «О лагерях принудительных работ».
В августе 1919 года в материалах Особой следственной комиссии по расследованию злодеяний большевиков, организованной Деникиным в ходе наступления ВСЮР, сообщается о наличии в Киеве так называемых «человеческих боен» губернской и уездных ЧК, данные факты рассыпаны в воспоминаниях людей спасшихся и пережившими террор в Киеве с весны 1919 года, до лета 1919 года):

Весь … пол большого гаража был залит уже … стоявшей на несколько дюймов кровью, смешанной в ужасающую массу с мозгом, черепными костями, клочьями волос и другими человеческими остатками …. стены были забрызганы кровью, на них рядом с тысячами дыр от пуль налипли частицы мозга и куски головной кожи… жёлоб в четверть метра ширины и глубины и приблизительно в 10 метров длины… был на всём протяжении до верху наполнен кровью… Рядом с этим местом ужасов в саду того же дома лежали наспех поверхностно зарытые 127 трупов последней бойни… у всех трупов размозжены черепа, у многих даже совсем расплющены головы… Некоторые были совсем без головы, но головы не отрубались, а… отрывались… мы натолкнулись в углу сада на другую более старую могилу, в которой было приблизительно 80 трупов… лежали трупы с распоротыми животами, у других не было членов, некоторые были вообще совершенно изрублены. У некоторых были выколоты глаза… головы, лица, шеи и туловища были покрыты колотыми ранами… У нескольких не было языков… Тут были старики, мужчины, женщины и дети. Одна женщина была связана верёвкой со своей дочкой, девочкой лет восьми. У обеих были огнестрельные раны.

В губернской Чека мы нашли кресло (то же было и в Харькове) в роде зубоврачебнаго, на котором остались ещё ремни, которыми к нему привязывалась жертва. Весь цементный пол комнаты был залит кровью, и к окровавленному креслу прилипли остатки человеческой кожи и головной кожи с волосами… В уездной Чека было то же самое, такой же покрытый кровью с костями и мозгом пол и пр… В этом помещении особенно бросалась в глаза колода, на которую клалась голова жертвы и разбивалась ломом, непосредственно рядом с колодой была яма, в роде люка, наполненная до верху человеческим мозгом, куда при размозжении черепа мозг тут же падал.
Не менее жестокими оказываются пытки, применяемые так называемой «китайской» ЧК г. Киева:

Пытаемого привязывали к стене или столбу; потом к нему крепко привязывали одним концом железную трубу в несколько дюймов ширины… Через другое отверстие в неё сажалась крыса, отверстие тут же закрывалось проволочной сеткой и к нему подносился огонь. Приведённое жаром в отчаяние животное начинало въедаться в тело несчастного, чтобы найти выход. Такая пытка длилась часами, порой до следующего дня, пока жертва умирала.
Как сообщается, в свою очередь Харьковская ЧК под руководством Саенко применяло скальпирование и «снимание перчаток с кистей рук», Воронежская ЧК применяло катание голыми в бочке, утыканной гвоздями. В Царицыне и Камышине «пилили кости». В Полтаве и Кременчуге священнослужителей сажали на кол. В Екатеринославе применяли распятие и побивание камнями, в Одессе офицеров привязывали цепями к доскам, вставляя в топку и жаря, либо разрывали пополам колёсами лебёдок, либо опускали по
очереди в котёл с кипятком и в море. В Армавире, в свою очередь, применялись «смертные венчики»: голова человека на лобной кости опоясывается ремнём, концы которого имеют железные винты и гайку, которая при завинчивании сдавливает ремнём голову. В Орловской губернии широко применяется замораживание людей путём обливания холодной водой при низкой температуре.
Сведения о применении пыток во время допросов проникают в революционную прессу, поскольку данная мера, естественно, была непривычна для многих большевиков. В частности, газета «Известия» от 26-го января 1919 года № 18 публикует статью «Неужели средневековый застенок?» с письмом случайного пострадавшего члена РКП(б), который был подвергнут пыткам следственной комиссией Сущево-Мариинскаго района в Москве:

Арестован я был случайно, как раз в месте, где … фабриковали фальшивые керенки. До допроса я сидел 10 дней и переживал что-то невозможное … Тут избивали людей до потери сознания, a затем выносили без чувств прямо в погреб или холодильник, где продолжали бить с перерывом по 18 часов в сутки. На меня это так повлияло, что я чуть с ума не сошёл.
Через два месяца газета «Правда» № 12 от 22-го февраля 1919 г. публикует информацию о том, что во Владимирской ЧК «иголками колят пятки».
Журнал «Социалистический вестник» от 21-го сентября 1922 года пишет о результатах расследования пыток, практикуемых в уголовном розыске, которое проводила комиссия губернского трибунала г. Ставрополя во главе с общественным обвинителем Шапиро и следователем-докладчиком Ольшанским. Комиссия установила, что помимо «обычных избиений», подвешиваний и «других истязаний», при ставропольском уголовном розыске под руководством и при личном присутствии начальника уголовного розыска Григоровича, члена Ставропольского Исполкома, Губкома РКП(б), заместителя начальника местного Госполитуправления:
1. горячий подвал — камера без окон, 3 шага в длину и полтора в ширину с полом в виде двух-трёх ступенек, куда помещаются 18 человек, как установлено, мужчины и женщины, на 2-3 суток без пищи, воды и права на «отправление естественных надобностей».
2. холодный подвал — яма от бывшего ледника, куда во время зимних морозов помещают раздетого «почти до нага» заключённого и поливают водой, как установлено, применяли до 8 вёдер воды.
3. измерение черепа — голова допрашиваемого обвязывается шпагатом, продевается палочка, гвоздь, либо карандаш, необходимые для сужения окружности бичевки путём вращения, в результате чего сжимается череп, вплоть до отделения кожи головы вместе с волосами.
4. убийства арестантов «якобы при попытке побега»[78]

Жестокостям подвергались арестованные в ходе борьбы с «контрреволюцией» женщины — как сообщается, к примеру, из вологодской пересыльной тюрьмы, где практически все заключённые женщины подвергались изнасилованию со стороны тюремного руководства:

Уходя надзрительница предупреждала нас, чтобы мы были на стороже: ночью к нам может прийти с известными целями надзиратель или сам заведующий. Такой уже был обычай. Почти всех приходящих сюда с этапами женщин использовывают. При этом почти все служащие больны и заражают женщин… Предупреждение оказалось не напрасным…
Формально красный террор был прекращён 6 ноября 1918 г. По некоторым данным, в течение 1918 ВЧК репрессировала 31 тыс. человек, из которых 6 тыс. было расстреляно. В то же время, в октябре 1918 года Ю. Мартов, лидер партии меньшевиков заявил, что жертв репрессий ЧК в ходе красного террора с начала сентября было «более чем десять тысяч».
Однако даже в 1922 году В. И. Ленин заявляет о невозможности прекращения террора и необходимости его законодательного урегулирования, что следует из его письма наркому юстиции Курскому от 17 мая 1922 года:

Суд должен не устранить террор; обещать это было бы самообманом или обманом, а обосновать и узаконить его принципиально, ясно, без фальши и без прикрас. Формулировать надо как можно шире, ибо только революционное правосознание и революционная совесть поставят условия применения на деле, более или менее широкого. С коммунистическим приветом, Ленин.
Известный чекист М. Я. Лацис так определил принцип красного террора:

Мы уже не боремся против отдельных личностей, мы уничтожаем буржуазию как класс.

Это должны учесть все сотрудники Чрезвычайных комиссий и все Советские работники, из которых многие взяли на себя роль плакальщиков и ходатаев.

Не ищите в деле обвинительных улик о том, восстал ли он против Совета оружием или словом. Первым долгом вы должны его спросить, к какому классу он принадлежит, какого он происхождения, какое у него образование и какова его профессия. Вот эти вопросы должны разрешить судьбу обвиняемого.

В этом смысл и суть Красного террора.
Согласно мнению М. Я. Лациса, явно повторяющему мнение большинства лидеров большевистского движения и членов ВЧК:

Гражданская война не знает писаных законов … надо не только разгромить действующие вражеские силы, но и показать, что кто бы ни поднял меч против существующего классового строя, от меча и погибнет. По таким правилам действовала буржуазия в гражданских войнах, которые она вела против пролетариата. <…> Мы ещё недостаточно усвоили эти правила. Они убивают нас сотнями и тысячами. Мы казним их по одному, после долгих обсуждений перед комиссиями и судами. В гражданской войне нет места для суда над врагами. Это — смертельная схватка. Если не убьёшь ты, убьют тебя. И если ты не хочешь быть убитым, убей сам!
При этом, по его словам, органы ЧК были не слишком строги и решительны в принятии решений о непосредственной ликвидации, убийстве противников новой революционной власти:

Если можно в чём-нибудь обвинить ЧК, то не в излишнем рвении к расстрелам, а в недостаточности применения высшей меры наказания. Строгая железная рука уменьшает всегда количество жертв
Согласно сведениям, опубликованным лично Лацисом, в 1918 году и за 7 месяцев 1919 года были расстреляны 8389 человек, из них: Петроградской ЧК — 1206; Московской — 234; Киевской — 825; ВЧК 781 человек, заключено в концлагеря 9496 человек, тюрьмы — 34 334; взяты заложники 13 111 человек и арестованы 86 893 человека.

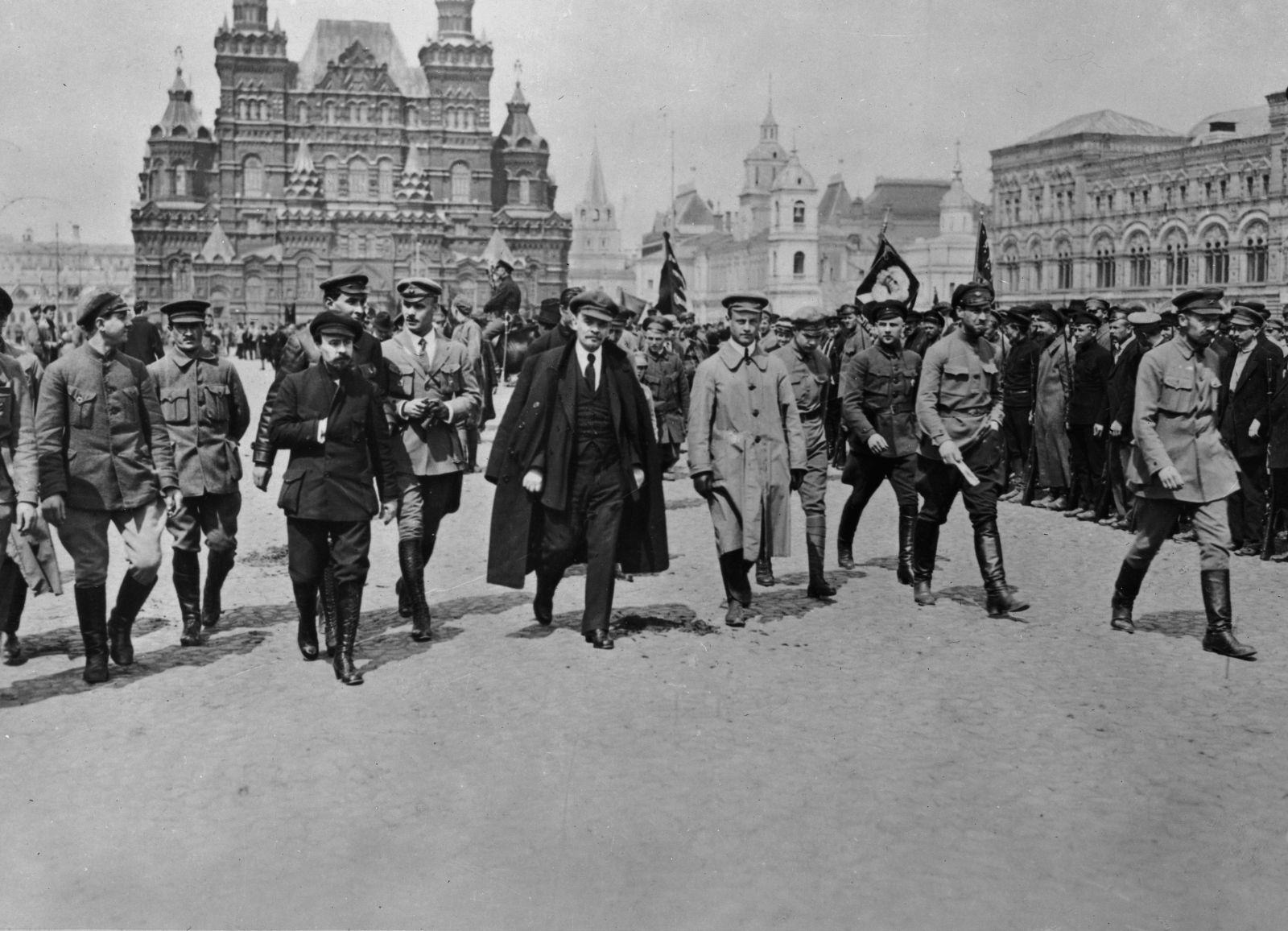
Ленин в центре Москвы, май 1919 года

Некоторые историки сообщают о расстреле 9641 человека с 1918 по 1919 год, причём расстрел мог производиться как превентивная мера по отношению к заложникам и иным подозрительным лицам. Согласно п. 37 Инструкции «Чрезвычайным комиссиям на местах» от 1 декабря 1918 г. местные чрезвычайные комиссии при особой необходимости наделялись правом накладывать для «пресечения или прекращения незаконных действий наказания в административном порядке, но не в судебном, штрафы, высылки, расстрелы и т. п.».
При этом террор был направлен не только против политических противников, но и против общеуголовных преступников:

«В интересах Петрограда и революции нужно объявить красный террор всему уголовному элементу, которых объявить контрреволюционерами и расправой с которыми должна быть только стенка»
12 апреля 1919 года ВЦИК издаёт декрет, которым утверждается «Положение о революционных трибуналах», определившее порядок вынесения приговоров «руководствуясь исключительно обстоятельствами дела и велениями революционной совести» и предоставившее трибуналам «ничем не ограниченное право в определении меры репрессии». В дальнейшем, «Положение о революционных трибуналах» от 18 марта 1920 года подтверждает данное право в пределах действующих законодательных актов.
В июне 1919 года В. И. Ленин был оповещён о нарушениях законности в ходе красного террора органами ВЧК Украины. Председателю Всеукраинской ЧК М. Я. Лацису была направлена записка: «…на Украине Чека принесли тьму зла, будучи созданы слишком рано и впустив в себя массу примазавшихся». Ранее, В. И. Ленин акцентировал на необходимость «более строго преследовать и карать расстрелом за ложные доносы», которые в условиях чрезвычайных мер и террора зачастую приводили к нарушениям законности.
В ноябре 1920 года председатель московской комиссии по проведению амнистии докладывая о результатах проверки документов о заключённых, писал: «В анкетных карточках в рассмотренных делах в графе „за что осуждён“ встречались самые разнообразные ответы в количестве до 105… Там кроме обычных современных преступлений, как спекуляция, контрреволюция, взяточничество, бандитизм, кража, преступление по должности, дезертирство… встречаются такие ответы: „за болтливость“, „за убеждение“, „за родственников, находящихся у белых“ (арестована вся крестьянская семья Семёновых в возрасте от 12 до 70 лет в количестве 8 человек Вятской губЧК до конца гражданской войны), „за критику Советской власти“, „за распространение слухов о наступлении на Кремль“, „как подозрительный элемент“, „неблагонадёжный в политическом отношении“, „за пьянство“ (до конца гражданской войны), „за проституцию“, „как праздношатающийся“, „за участие в Союзе русского народа в 1905 году“, „как кадеты“, „за прежнюю службу“, „за нахождение в прифронтовой полосе“, „за распространение ложных слухов“ и т. д.
Размеры кары были так же разнообразны, как и наименование преступлений, и сроки отбывания наказания определялись: в 3 мес., 6 мес., год, два, три, пять, десять, 15, 20 лет, до совершеннолетия, до выяснения политической физиономии, без срока, до конца польской войны, до окончания гражданской войны, до ратификации мирного договора с Польшей, до ликвидации Западного фронта, до заключения мира с Эстонией, до укрепления Советской власти».

#### Подавление антибольшевистских восстаний
Антибольшевистские восстания, прежде всего восстания крестьян, сопротивлявшихся продразвёрстке, жестоко подавлялись частями особого назначения ВЧК и внутренними войсками.
Во время Ярославского восстания газета «Правда» призывала к мести, напечатав 14 июля 1918 года (то есть задолго до официального объявления большевиками красного террора) обращение: 

В Ярославле убиты восставшими белогвардейцами Доброхотов… Закгейм… Нахимсон… Товарищи ярославцы! мы ждём от вас ответа: сколько сотен гадов и паразитов истребили вы за эти три драгоценные жизни наших друзей? Поп, офицер, банкир, фабрикант, монах, купеческий сынок — всё равно. Ни ряса, ни мундир, ни диплом не могут им быть защитой. Никакой пощады белогвардейцам!
10 августа Ленин отправил телеграмму о подавлении «кулацкого» восстания в Пензенской губернии:

В Пензу

Т-щам Кураеву, Бош, Минкину и другим пензенским коммунистам.
Т-щи! Восстание пяти волостей кулачья должно повести к беспощадному подавлению. Этого требует интерес всей революции, ибо теперь везде «последний решительный бой» с кулачьём. Образец надо дать.
1. Повесить (непременно повесить, дабы народ видел) не меньше 100 заведомых кулаков, богатеев, кровопийц.

2. Опубликовать их имена.

3. Отнять у них весь хлеб.

4. Назначить заложников — согласно вчерашней телеграмме.
Сделать так, чтобы на сотни вёрст народ видел, трепетал, знал, кричал: душат и задушат кровопийц кулаков.
Телеграфируйте получение и исполнение. Ваш Ленин.

P. S. Найдите людей потвёрже
Из донесений ЧК о карательных мерах при подавлении восстаний:

30 апреля 1919 г. Тамбовская губерния. В начале апреля, в Лебедянском уезде вспыхнуло восстание кулаков и дезертиров на почве мобилизации людей и лошадей, и учёта хлеба. Восстание шло под лозунгом: «Долой коммунистов! Долой советы!» Арестованы 60, расстреляны 20 человек. (Из доклада инструктора Кочеткова о восстании в Лебедянском уезде)
30 апреля 1919 г. Воронежская губерния. В Коротоякском уезде Новохворостинской волости происходили восстания на почве переучета урожая. Крестьяне, подстрекаемые кулаками и эсерами, бесчеловечно убили семь человек коммунистов, которые были обезображены, у некоторых были отрезаны нос, уши и конечности. Кроме того, восстания были в Бобровском и Землянском у., которые подавлялись имеющимся при губчрезкоме батальоном…(Из доклада инструктора Томского.)
11 июня 1919 г. Район Воронежской губернии и линии Балашов—Поворино. Сообщено по прямому из Воронежа т. Романович 11 июня в 16 часов 15 минут. Положение губернии улучшается. Восстание в Новохопёрском уезде можно считать ликвидированным. Наших сил достаточно. Бомбами с аэропланов сожжено село Третьяки — гнездо восстания.

23 июня 1919 г. 19 часов 30 минут. Телеграмма из Ярославля комбата Френкеля, № 279, 22 июня. Восстание дезертиров в Боровской и Петропавловской волостях ликвидировано. При ликвидации расстреляны 23 вооруженных дезертира, оказавших нашим отрядам сопротивление. В юго-восточной части губернии отмечается небывалый наплыв дезертиров в комиссариаты, каковые являются с просьбой о зачислении их в ряды Красной Армии.— Данилов В. П. Советская деревня глазами ВЧК — ОГПУ — НКВД. 1918—1922. — М., 1998. Со ссылкой на Центральный Архив ФСБ РФ, 1/3/205, и Российский государственный военно-исторический архив, 33987/3/32.
Во время подавления Тамбовского восстания в 1921 году сообщалось[кем?]:

В качестве заложников берутся ближайшие родственники лиц, участвующих в бандитских шайках, причём берутся они целиком, семьями, без различия пола и возраста. В лагеря поступает большое количество детей, начиная с самого раннего возраста, даже грудные.

#### Записка Ленина о терроре в Латвии и Эстонии
В середине августа 1920 года в связи с получением информации о том, что в Эстонии и Латвии, с которыми Советская Россия заключила мирные договоры, идёт запись добровольцев в антибольшевистские отряды, Ленин передал записку (начало текста было утеряно) на совещании заместителю председателя Революционного военного совета республики Э. М. Склянскому:

«…Прекрасный план! Доканчивайте его вместе с Дзержинским. Под видом „зелёных“ (мы потом на них свалим) пройдём на 10—20 вёрст и перевешаем кулаков, попов, помещиков. Премия: 100.000 р. за повешенного»

#### Расстрелы в Крыму в 1920 году
Красный террор начался на территории полуострова задолго до эвакуации врангелевских войск в 1920 г.
В декабре 1917 г. в Севастополе по приговору военно-революционного трибунала на Малаховом кургане расстреляны 62 офицера. Расстрелы производились по рекомендациям судовых команд. В последующие несколько дней офицеров убивали без суда на улицах и частных квартирах, используя для розыска адресные книги и телефонные справочники. Жертвами декабрьских убийств пали 8 сухопутных и 120 морских офицеров. Бойня была инициирована Севастопольским военно-революционным комитетом во главе с Ю. П. Гавеном.
В январь 1918 г. начались массовые убийства обывателей и бывших офицеров в Крыму. В ночь на 1 января в Симферополе убиты по минимальным данным более 1 тыс. человек, в том числе от 100 до 700 офицеров, пытавшихся защищать собственную жизнь. Значительную часть убитых составили офицеры и нижние чины Крымского Конного полка, которые подверглись массовым избиениям со стороны севастопольских матросов и красногвардейцев. В городах Южного берега Крыма убиты до 200 человек.
В ходе красного террора в Евпатории 15-18 января арестованы более 800 человек, преимущественно бывших офицеров и раненых участников Первой мировой войны, находившихся здесь на излечении от ран в курортно-санаторных учреждениях. Зверские казни производились матросами на транспорте «Трувор» и крейсере «Румыния». Убийства в Евпатории продолжались по март включительно. Инициаторами и организаторами расправ выступили руководители местного ревкома — Ж. А. Миллер, Н. М. Дёмышев, Х. Г. Кебабчианец, А. П. Немич, С. П. Немич и др.
В ходе красного террора в Ялте 13-16 января большевики расстреляли более 200 обывателей и офицеров. Стоимость разграбленного в Ялте имущества обывателей матросами с миноносцев «Керчь», «Хаджибей» и транспорта «Прут» превысила 1 млн рублей.
После наступления немцев и ухода советской власти с территории Крыма террор был прекращён до конца 1920 г. После того, как Русская армия оставила Крым, на территории полуострова осталось значительное число офицеров и солдат, которые не захотели или не смогли его покинуть.
14 ноября был создан Крымский ревком, которому были предоставлены неограниченные полномочия. Возглавил его Бела Кун, членами стали Лиде, Гавен, Меметов, Идрисов и Давидов-Вульфсон. Позднее в состав ревкома вошла Землячка. Крымревком сразу же установил на полуострове режим чрезвычайного положения и начал проводить политику террора, жестокость которого превосходила уровень террора в других регионах:200.
16 ноября главой ВЧК Ф. Дзержинским был отдан приказ о начале очистки Крыма «от контрреволюционеров». Общее руководство было поручено Г. Пятакову. 17 ноября вышел приказ об обязательной регистрации всех иностранных граждан; всех лиц, прибывших в Крым с июня 1919 года; всех офицеров, чиновников военного времени и работников Добровольческой армии. Зарегистрировавшихся сначала собирали в казармах, а затем отвозили в тюрьмы. Вскоре задержанных стали расстреливать, вешать, топить в море:200-201.
Основными руководителями террора были Бела Кун и Землячка, однако существенную роль сыграли также Крымская ЧК и особые отделы Красной армии. В частности, 21 ноября была создана крымская ударная группа во главе с заместителем начальника особого отдела Южного и Юго-Западного фронтов Е. Г. Евдокимовым. В результате деятельности этой группы было «изъято» 12 000 человек, из которых до 30 губернаторов, более 50 генералов, более 300 полковников, столько же «контрразведчиков и шпионов».
Террор в Крыму касался самых широких социальных и общественных групп населения: офицеров и военных чиновников, солдат, врачей и служащих Красного Креста, сестёр милосердия, ветеринаров, учителей, чиновников, земских деятелей, журналистов, инженеров, бывших дворян, священников, крестьян, убивали даже больных и раненых в лазаретах:199-203:113-117.
Точная цифра убитых и замученных неизвестна и различается от источника к источнику. Первым из историков масштабы террора оценил С. П. Мельгунов, в своей книге он пишет, что согласно официальным данным было расстреляно 56 000 человек:206:113. Крымский историк В. П. Петров указывал, что минимальным и доказанным числом является 20 000 человек. М. Х. Султан-Галиев говорил о 70 000, а И. Шмелёв — о 120 000 погибших:113. Исследователи истории Крыма периода Гражданской войны Зарубины полагали, что, «без всякого сомнения, счёт идёт на десятки тысяч человек». 
Масштабный террор вызвал недовольство ряда советских работников и привёл к конфликту между руководителями Крыма. На полуостров прибыл представитель ЦК М. Х. Султан-Галиев. Изучив сложившееся положение дел, он направил в Москву доклад «О положении в Крыму», в котором указал на ошибочность массового террора на полуострове. Доклад вызвал эффект разорвавшейся бомбы, так как в нарушение негласной партийной этики были названы конкретные факты и фамилии. И уже в мае 1921 года в Крым была направлена комиссия ЦК и СНК РСФСР. Кун и Землячка были отозваны:205-206.

#### Репрессии против православной церкви

Разрушенные большевиками храмы

В 1918 году в Ставропольской епархии были казнены 37 священнослужителей, в числе которых — Павел Калиновский, 72 лет и священник Золотовский, 80 лет.
В конце января и начале февраля 1918 года во время празднования Сретения Господня были расстреляны крестные ходы в Воронеже, Туле, Харькове, Шацке.
Некоторые убийства осуществлялись публично в сочетании с различными показательными унижениями. В частности, священнослужитель старец Золотовский был предварительно переодет в женское платье и затем повешен. 8 ноября 1917 года царскосельский протоиерей Иоанн Кочуров был подвергнут продолжительным избиениям, затем был убит путём волочения по шпалам железнодорожных путей. В 1918 году три православных иерея в г. Херсоне были распяты на кресте. В декабре 1918 года епископ Соликамский Феофан (Ильменский) был публично казнён путём периодического окунания в прорубь и замораживания, будучи подвешенным за волосы, в Самаре бывший Михайловский епископ Исидор (Колоколов) был посажен на кол, вследствие чего умер. Епископ Пермский Андроник (Никольский) был захоронен в землю заживо. Архиепископ Нижегородский Иоаким (Левицкий) был казнён, согласно преданиям, путём публичного повешения вниз головой в севастопольском соборе. Епископ Сарапульский Амвросий (Гудко) был казнён путём привязывания к хвосту лошади; в Воронеже в 1919 году было одновременно убито 160 священников во главе с архиепископом Тихоном (Никаноровым), которого повесили на Царских вратах в церкви Митрофановского монастыря.[уточнить] В начале января 1919 года, в числе иных, был зверски умерщвлён епископ Ревельский Платон (Кульбуш).
9 апреля 1921 года Ф. Дзержинский пишет Лацису следующее:

Церковь разваливается, этому нам надо помочь, но никоим образом не возрождать её в обновлённой форме. Поэтому церковную политику развала должна вести ВЧК, а не кто-либо другой… Наша ставка на коммунизм, а не религию. Ликвидировать может только ВЧК…
При реализации политики борьбы с инакомыслием и контрреволюцией важным моментом являлась окончательная ликвидация какого-либо влияние церкви на политическую и социально-культурную ситуацию в республике и избавление от так называемого «реакционного духовенства». В частности, политику РКП(б) времён красного террора проясняет письмо В. И. Ленина, направленное руководящим органам Политбюро, ОГПУ, Наркомата юстиции и Ревтрибунала от 19 марта 1923 года:

«Изъятие ценностей, в особенности самых богатых лавр, монастырей и церквей, должно быть произведено с беспощадной решительностью, безусловно ни перед чем не останавливаясь и в самый кратчайший срок. Чем большее число представителей реакционной буржуазии и реакционного духовенства удастся нам по этому поводу расстрелять, тем лучше. Надо именно теперь проучить эту публику так, чтобы на несколько десятков лет ни о каком сопротивлении они не смели и думать»
По оценкам некоторых историков, с 1918 до конца 1930-х в ходе репрессий в отношении духовенства было расстреляно либо умерло в местах лишения свободы около 42 000 священнослужителей. Схожие данные по статистике расстрелов приводит Православный Свято-Тихоновский гуманитарный университет, анализируя репрессии в отношении священнослужителей на основе архивных материалов. По их данным в 1918 году было 3000 расстрелов.
Реабилитация духовенства, подвергшегося красному террору была осуществлена Указом Президента РФ № 378 от 14.03.1996 «О мерах по реабилитации священнослужителей и верующих, ставших жертвами необоснованных репрессий», который осудил «многолетний террор, развязанный большевистским партийно-советским режимом в отношении священнослужителей и верующих всех конфессий» (ст.1 Указа).
В ряде публикаций, появившихся в конце 1990-х — начале 2000-х, указывалось, что 1 мая 1919 года было издано секретное «Указание ВЦИК № 13666/2 Председателю ВЧК Дзержинскому Ф.Э „О борьбе с попами и религией“» за подписью Председателя СНК В. И. Ленина и Председателя ВЦИК Калинина, содержащее установки на физическое уничтожение служителей культа. Однако, по утверждению старшего научного сотрудника Института российской истории РАН, кандидата исторических наук Игоря Курляндского, данное «Указание…» является фальшивкой, изготовленной кем-то в 90-х годах XX века.

#### Еженедельник ВЧК и красный террор
Ф. Э. Дзержинский публикует распоряжение об издании «Еженедельника ВЧК», которому поручено публиковать известия о деятельности органов ЧК по ликвидации контрреволюции и «искоренению нежелательных элементов».
В течение практически шести недель до закрытия постановлением ЦК партии (по требованию ряда руководителей партии и членов ЦК), «Еженедельник ВЧК» сообщает о взятии заложников, арестах и отправке в концентрационные лагеря, расстрелах и ликвидации. Таким образом, издание представляет собой официальный источник информации относительно красного террора с сентября по октябрь 1918 года. Согласно сведениям газеты, ЧК Нижнего Новгорода под руководством Н. Булганина, ликвидировала с 31 августа 141 заложника; 700 заложников были подвергнуты аресту в течение нескольких дней. В городе Вятка Уральская ЧК произвела в течение одной недели казнь 23 «бывших жандармов», 154 «контрреволюционеров», 8 «монархистов», 28 «членов партии кадетов», 186 «офицеров» и 10 «меньшевиков и правых эсеров». ЧК Иваново-Вознесенска сообщает о 181 заложниках, уничтожении 25 «контрреволюционеров» и основании «концентрационного лагеря на 1000 мест». ЧК города Себежа ликвидировала «16 кулаков и попа, отслужившего молебен в память кровавого тирана Николая II»; ЧК Твери — 130 заложников, 39 казнённых; Пермская ЧК — 50 ликвидаций. Приведённый перечень — лишь небольшая часть информации.
В то же время и другие печатные издания осенью 1918 года открыто публикуют информацию о тысячах произведённых арестах, сотнях казней и мерах по устрашению и предупреждению контрреволюции. К примеру, газета «Известия Царицынской Губчека» сообщает в официальных сводках о ликвидации 103 человек с 3 и 10 сентября, С 1 по 8 ноября 1918 года 371 человек был арестован ЧК, из них 50 были казнены, другие приговорены органами ЧК «к заключению в концентрационный лагерь в качестве профилактической меры как заложники вплоть до полной ликвидации всех контрреволюционных восстаний». «Известия Пензенской Губчека» публикуют следующую информацию:

За убийство товарища Егорова, петроградского рабочего, присланного в составе продотряда, было расстреляно 152 белогвардейца. Другие, ещё более суровые меры будут приняты против тех, кто осмелится в будущем посягнуть на железную руку пролетариата
6-го октября 1918 года 3-й номер издания публикует статью «Почему вы миндальничаете?», автором которой являлся Председатель нолинской ЧК:

Скажите — почему вы не подвергли …Локкарта самым утончённым пыткам, чтобы получить сведёнія, адреса, которых такой гусь должен иметь очень много? Скажите, почему вы вместо того, чтобы подвергнуть его таким пыткам, от одного описанія которых холод ужаса охватил бы контр-революціонёров, скажите, почему вместо этого позволили ему покинуть Ч. К? Довольно миндальничать!… Пойман опасный прохвост… Извлечь из него всё, что можно, и отправить на тот свет.

#### Дело «Национального центра»
23 сентября 1919 года ВЧК опубликовала обращение «Ко всем гражданам Советской России!», в котором сообщалось о раскрытии контрреволюционной организации «Национальный центр» (НЦ) и о расстреле её руководителей: члена ЦК партии кадетов Н. Н. Щепкина, А. Д. Алферова, Н. А. Огородникова и других.

#### Дело «Тактического центра»
В августе 1920 по делу так называемого «Тактического центра» верховным ревтрибуналом к расстрелу были приговорены 19 человек.
Расстрел, однако, был заменён иными мерами наказания:
- член коллегии Главтопа Н. И. Виноградский и профессор В. Н. Муравьёв были приговорены к 3 годам тюремного заключения с освобождением от наказания по амнистии
- члены ЦК партии кадетов Ю. Г. Губарева (Топоркова), Н. М. Кишкин, Д. Д. Протопопов, С. А. Котляревский, профессора Н. К. Кольцов, В. С. Муралевич, М. С. Фельдштейн, бывший член Государственной думы В. И. Стемпковский — к условному тюремному заключению на 5 лет
- меньшевики В. Н. Розанов, В. О. Левицкий (Цедербаум), народный социалист Г. В. Филатьев, экономист Н. Д. Кондратьев, бывший мировой судья И. И. Шейман — к заключению в концентрационный лагерь до окончания гражданской войны
- Д. М. Щепкин, С. М. Леонтьев, С. П. Мельгунов, князь С. Е. Трубецкой — к тюремному заключению на 10 лет. С. П. Мельгунов освобождён в 1921 году, позже выслан за границу. С. Е. Трубецкой в 1922 году подписал прошение об отъезде за границу и выехал вместе с матерью, сестрой и Софьей Щербаковой (Новосильцевой) с дочерью. Д. М. Щепкин вскоре был освобождён по амнистии; в 1922 вновь арестован и освобождён[118]; расстрелян 10 декабря 1937 и захоронен на Бутовском полигоне[119]. С. М. Леонтьев освобождён в августе 1921 года; в мае 1924 года вновь арестован и освобождён в июне; в октябре 1930 года арестован и в январе 1931 года выслан на Урал на три года, но в августе 1932 года освобождён; 10 июня 1938 года был расстрелян[120]; реабилитирован в январе 1989 года)
- виновными в пособничестве признаны профессора В. М. Устинов и Г. В. Сергиевский (оба освобождены по амнистии), промышленник С. А. Морозов, геолог П. Н. Каптерев, видная деятельница «Красного Креста» Л. Н. Хрущёва (приговорены к З годам условного тюремного заключения); член «Союза русской молодёжи» Н. С. Пучков, переписчица Е. И. Малеина и дочь Л. Н. Толстого — А. Л. Толстая (приговорены к заключению в концлагерь сроком на 3 года).

#### Депортации казаков и репрессии по отношению к казачеству
24 января 1919 года на заседании Оргбюро ЦК была принята директива, положившая начало массовому террору и репрессиям по отношению к богатому казачеству, а также «ко всем вообще казакам, принимавшим какое-либо прямое или косвенное участие в борьбе с советской властью». 29 января 1919 года после подписания председателем ВЦИК Я.Свердловым сопроводительного письма директива была направлена в партийные организации Южного фронта.
Решением пленума ЦК РКП(б) от 16 марта 1919 положения директивы были приостановлены. В постановлении пленума, в частности, говорится: «Ввиду явного раскола между северным и южным казачеством на Дону, и поскольку Северное казачество может содействовать нам, мы приостанавливаем применение мер против казачества и не препятствуем их расслоению». В дальнейшем репрессивные действия большевиков осуществлялись по классовому признаку.
Осенью 1920 года около 9 тысяч семей (или, примерно, 45 тысяч человек) терских казаков были выселены из ряда станиц и депортированы в Архангельскую губернию. Самовольное возвращение выселенных казаков пресекалось. Освободившаяся земля была передана нагорной ингушской и чеченской бедноте.

#### Действия в отношении захоронений участников Белого движения
В ходе неудачного штурма Екатеринодара 31 марта (13 апреля) 1918 г. погиб Главнокомандующий Добровольческой армии Генерального штаба генерал от инфантерии Л. Г. Корнилов. Его тело было отвезено добровольцами за 40 вёрст от города, в немецкую колонию Гначбау, где оно было 2 (15) апреля 1918 г. тайно предано земле.
Утром следующего дня, 3 апреля, в окрестностях Екатеринодара, на занимаемых во время штурма позициях добровольцев, появились большевики, которые первым делом бросились искать якобы «зарытые кадетами кассы и драгоценности». Во время этих розысков большевики обнаружили свежие могилы, после чего, по приказу советского командующего Сорокина ими были выкопаны оба трупа. Увидев на одном из них погоны полного генерала, красные решили, что это и есть тело генерала Корнилова и, закопав тело полковника Неженцева обратно в могилу, тело бывшего Верховного Главнокомандующего Русской армии, в одной рубашке, накрыв брезентом, отвезли в Екатеринодар, где после надругательств и глумлений оно было сожжено.. В дни окончившегося гибелью генерала Корнилова штурма Екатеринодара добровольцами, в осаждённом городе проходил съезд Советов. В ходе съезда была организована Кубанская советская республика и избран ВЦИК и СНК республики, в котором подавляющее большинство (10 из 16-ти членов) принадлежало большевикам. По итогам съезда Кубанская советская республика была объявлена частью РСФСР.
Въехав в Екатеринодар, повозка с телом Лавра Георгиевича направилась на Соборную площадь — во двор гостиницы Губкина, где проживали командующие Северо-Кавказской красной армии Сорокин, Золотарёв, Чистов, Чуприн и другие. Двор гостиницы был наполнен красноармейцами, которые ругали генерала Корнилова.
Сорокин и Золотарёв распорядились сделать фотографии тела погибшего генерала. После фотографирования останков Корнилова Сорокин и Золотарёв приказали сорвать с тела китель и принялись при помощи своих ординарцев вешать тело на дереве и наносить по нему яростные удары шашками. Только после того, как пьяные красные командиры искромсали тело генерала, последовал их приказ отвезти тело на городские бойни.
Даже в советской историографии обращение большевиков с телом убитого генерала называется словом глумление, а о допустившем осквернение и сожжение тела советском командующем И. Сорокине упоминается с явным осуждением.
По прибытии на городские бойни тело убитого бывшего Верховного Главнокомандующего Русской армии сняли с повозки и, в присутствии высших представителей большевистской власти, прибывших к месту зрелища на автомобилях, стали жечь, обложив предварительно соломой. Когда огонь уже начал охватывать обезображенный труп, подбежали солдаты и стали штыками колоть тело в живот, потом подложили ещё соломы и опять жгли. В течение одного дня не удалось окончить этой работы: на следующий день большевики продолжали жечь останки генерала, жгли и растаптывали ногами. Позже собранный пепел был развеян по ветру. Посмотреть на это зрелище собрались из Екатеринодара все высшие командиры и комиссары, бывшие в городе.
Имеются сведения — значится в материалах Особой следственной комиссии по расследованию злодеяний большевиков, — что один из большевиков, рубивших труп генерала Корнилова, заразился трупным ядом и умер.
Через несколько дней большевистские власти устроили шутовскую процессию «похорон Корнилова»: по городу прошествовала шутовская процессия ряженых в сопровождении толпы народа. Это должно было изображать похороны Корнилова. Городские жители по этому поводу были обложены «контрибуцией на помин души»: останавливаясь у подъездов, ряженые звонили и требовали у людей денег «на помин души Корнилова».
А. С. Гаспарян пишет, что расследованные Особой следственной комиссией по расследованию злодеяний большевиков после освобождения Екатеринодара войсками Деникина глумления над телом Главнокомандующего Добровольческой армии и шефа своего полка никогда не были забыты в Корниловском ударном полку — одной из элитных «цветных» частей ВСЮР, — который с тех пор не брал в плен ни комиссаров, ни офицеров, служивших в Красной армии. Таким образом, эти обстоятельства издевательств над телом генерала Корнилова оказали определённое влияние на последующую ожесточённость Гражданской войны.

## Известные жертвы

### Члены дома Романовых
- Николай II (вместе с ним была убита вся его семья, лейб-медик Е. С. Боткин, лейб-повар И. М. Харитонов, комнатная девушка А. С. Демидова и камердинер полковник А. Е. Трупп) (См. Расстрел царской семьи).
- Великий князь Михаил Александрович, его секретарь англичанин Брайан Джонсон.
- Великие князья Николай Михайлович, Павел Александрович, Дмитрий Константинович, Георгий Михайлович (См. Расстрел великих князей в Петропавловской крепости).
- Великая княгиня Елизавета Фёдоровна; великий князь Сергей Михайлович, князья императорской крови Иоанн Константинович, Константин Константинович (младший), Игорь Константинович (дети великого князя Константина Константиновича); князь Владимир Павлович Палей (сын великого князя Павла Александровича от его морганатического брака с Ольгой Пистолькорс). (См. Алапаевские мученики).

### Госслужащие Российской империи

#### Министры правительства Российской империи
А. Н. Хвостов, Н. А. Маклаков, А. А. Макаров, А. Г. Булыгин, Н. А. Добровольский, А. Д. Протопопов, С. В. Рухлов, И. Г. Щегловитов. Г. Э. Зенгер, М. А. Беляев.

#### Губернаторы и генерал-губернаторы Российской империи
Н. Н. Медем, А. П. Сабуров, Н. И. Суковкин, Я. Е. Эрдели, Н. Д. Голицын, М. Н. Шрамченко, А. Б. Нейдгардт, Ф. А. Зейн, А. В. Гудович, Д. Н. Татищев.
А. А. Ломачевский, К. С. Нолькен, Ф. А. Бантыш, Н. П. Урусов, Н. А. Айгустов, В. Ф. Трепов. 

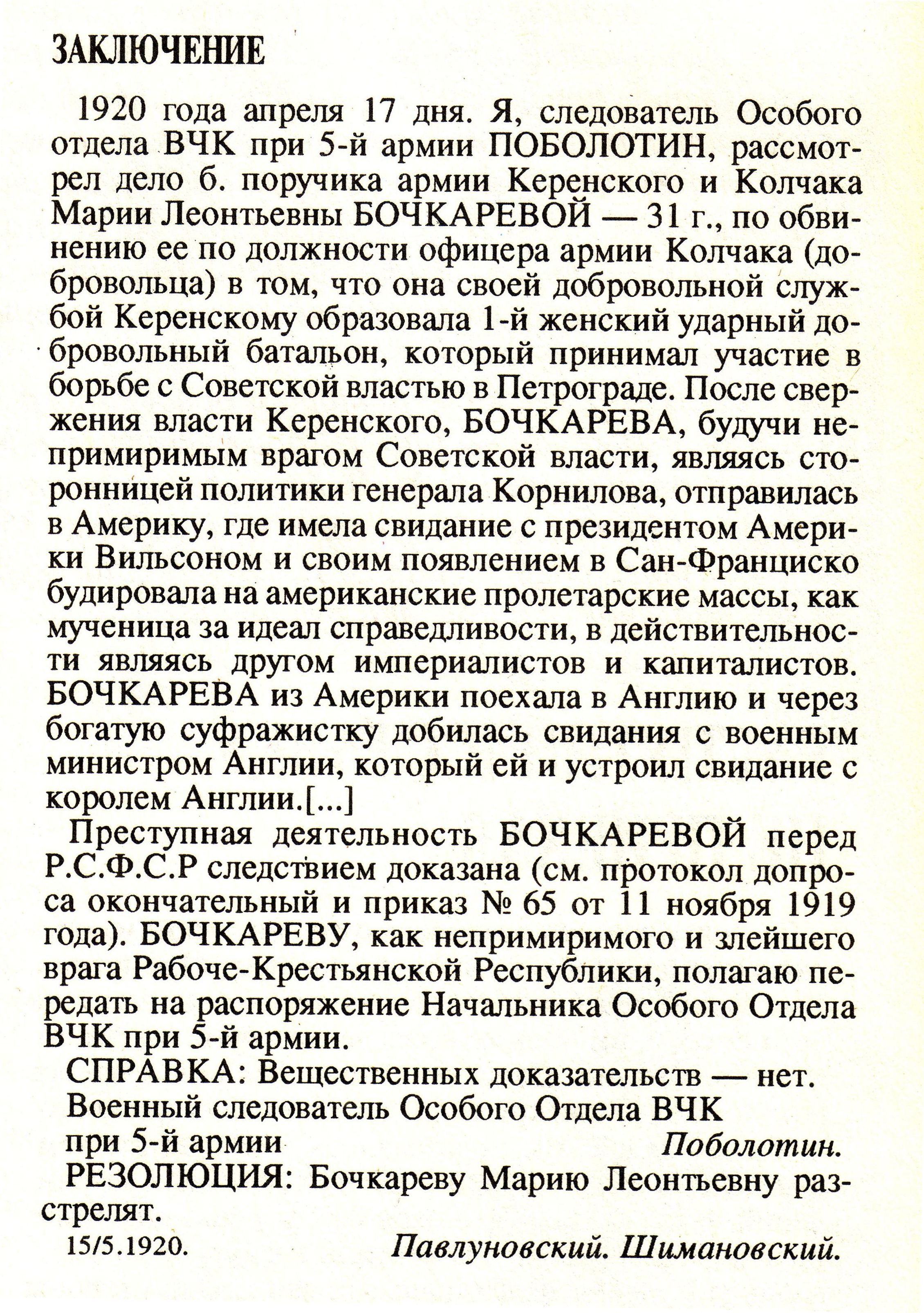
Приговор особого отдела 5-й армии по делу Марии Бочкарёвой. Красноярск, 1920

#### Генералы Русской императорской армии
Н. И. Алексеев, Н. П. Бирюков, Н. П. Бобырь, М. М. Бородкин, М. П. Бабич, В. В. Бонч-Осмоловский, А. И. Багратион-Мухранский, А. П. Вернандер, В. Д. Мухин, А. Н. Волков, Н. Н. Духонин, Я. Г. Жилинский, В. А. Комаров, Г. Н. Мазуров, П. А. Мачканин, Ф. М. Фебель, В. И. Шинкаренко, В. И. Невражин, Ю. Э. Кетриц, В. П. Мартынов, А. В. Перепеловский, М. А. Дорман, С. А. Перфильев, Э. Ф. Раддац, А. Н. Рыков, К. И. Тришатный, Н. В. Рузский, Радко Дмитриев, П. К. Ренненкампф, В. В. Смирнов, С. Е. Толстов, Г. А. Туманов, Г. Нахичеванский, А. П. Шевцов, М. И. Эбелов, Н. Н. Янушкевич.

#### Адмиралы Российского императорского флота
А. М. Щастный, М. К. Бахирев, В. К. Гирс, С. В. Зарубаев, К. Д. Нилов, С. Ф. Васильковский, А. П. Капнист, Н. С. Маньковский, А. И. Мязговский, М. Ф. Шульц, П. И. Новицкий, М. Б. Черкасский, А. И. Александров, А. П. Курош, М. М. Весёлкин, Н. Г. Львов, М. И. Каськов, Н. М. Яковлев, А. В. Колчак.

#### Сенаторы и др. высшие чины
С. П. Белецкий, О. Ю. Виппер, С. Е. Виссарионов, А. А. Зеленцов, И. Е. Ильяшенко, Н. С. Крашенинников, И. П. Манус, А. П. Нарышкин, В. Т. Судейкин, А. О. Эссэн, Н. Д. Голицын.

### Политики и общественные деятели
А. В. Адрианов, В. А. Жардецкий, П. Я. Армашевский, М. О. Меньшиков, М. П. Богаевский, П. Ф. Булацель, А. Н. Быков, Г. А. Апанаев, А. И. Шингарёв, А. И. Дубровин, М. Л. Коган-Бернштейн, Н. В. Клейнмихель, А. И. Коновницын, И. П. Матченко, Б. В. Никольский, В. Г. Орлов, Е. А. Полубояринова, И. Е. Ракович, И. И. Дусинский, П. Н. Зепалов.

#### Депутаты Государственной думы Российской империи
Н. Н. Щепкин, П. В. Герасимов, К. Н. Гримм, М. К. Ермолаев, А. Н. Баратынский, К. Л. Бардиж, С. Н. Клочков, И. Я. Павлович, К. К. Черносвитов, Н. И. Шетохин, А. А. Кардашев, А. М. Черносвитов, К. А. Тарасов, Б. Г. Залевский, З. И. Выровой, А. Е. Исупов, Ф. Ф. Кокошкин, Н. В. Огнёв, Н. А. Огородников, П. П. Толстой (судьбы многих после 1917 г. неизвестны).

### Предприниматели
А. П. Слинко, А. Н. Найдёнов

### Деятели культуры (писатели, поэты, художники и др.)
А. С. Алфёрова, М. М. Андроников, Н. С. Гумилёв, М. М. Казас, Н. Д. Бурлюк, Т. Д. Флоринский, А. С. Вязигин, В. В. Пашуканис, С. Н. Щёголев, В. С. Бабаджан

### Религиозные деятели
Иоанн Кочуров, Иоанн Восторгов, Василий Богоявленский, Ефрем Кузнецов, Константин Агеев, Вениамин Казанский, Герман Косолапов, Исидор Колоколов, Гермоген Долганёв, Андроник Никольский, Алексей Порфирьев, Лаврентий Князев, Сергей Флоринский, Варсонофий, Варлам Коноплёв, Мокий Кабаев, Павел Дернов, Пётр Скипетров, Стефан Щербаковский, Дионисий Сосновский, Феофан Ильменский, Дмитрий Никольский, Матфий Рябцев, Владимир Ильинский, Константин Снятиновский, Павел Кушников, Николай (Цикура), Алексий Ставровский.

### Учёные
А. И. Астров, А. Д. Алфёров, А. А. Волков, А. Р. Колли, В. Н. Таганцев, А. А. Жандр

## Советская и внутрипартийная критика красного террора
Большое количество жертв красного террора, отсутствие обоснованности и законности в действиях ВЧК Ф. Э. Дзержинского не могли не вызвать сопротивление и со стороны ряда партийных деятелей в стане большевиков, о чём свидетельствует некоторая полемика в октябре — декабре 1918 года. В частности, Центральный Комитет 25 октября приступил к обсуждению нового положения о ВЧК, ряд членов партии осудил «полновластие организации, ставящей себя не только выше Советов, но и выше самой партии», Бухарин, Ольминский и Нарком внутренних дел Г. И. Петровский требовали принять меры по ограничению «произвола организации, напичканной преступниками, садистами и разложившимися элементами люмпен-пролетариата», Л. Б. Каменев, назначенный председателем комиссии политического контроля, предложил упразднить ВЧК.
В. И. Ленин заявил о решительной защите ЧК, «подвергшейся, за некоторые свои действия, несправедливым обвинениям со стороны ограниченной интеллигенции, … неспособной взглянуть на вопрос террора в более широкой перспективе»
Окончательно и без того нерешительная критика действий ЧК была запрещена постановлением ЦК РКП(б) от 19 декабря 1918 года по предложению В. И. Ленина

На страницах партийной и советской печати не может иметь место злостная критика советских учреждений, как это имело место в некоторых статьях о деятельности ВЧК, работы которой протекают в особо тяжёлых условиях.— Ленин и ВЧК: сборник, с. 133

## Число жертв
По данным В. В. Эрлихмана число жертв красного террора составляет не менее 1 миллиона 200 тысяч человек.
В конце 1919 года Особая следственная комиссия по расследованию злодеяний большевиков определила количество погибших от проводимой советской властью государственной политики террора в 1 766 188 человек только в период 1918—1919 годов, включая 260 000 солдат и 54 650 офицеров, около 1,5 тыс. священников, 815 тысяч крестьян, 193 тысяч рабочих, 59 тысяч полицейских, 13 тысяч помещиков и более 370 тысяч представителей интеллигенции и буржуазии.
Историк С. В. Волков, оценивая красный террор как всю репрессивную политику большевиков за годы гражданской войны (1917—1922), указывал, что число жертв красного террора оценивается до 2 млн человек. Историк указывал, что иногда называют и бо́льшие цифры, но в таких случаях к жертвам террора относят такого рода жертвы, как смерть от голода и болезней оставшихся без средств к существованию членов семей расстрелянных и тому подобное.
Для сравнения: в царской России с 1825 по 1905 годы по политическим преступлениям было вынесено 625 смертных приговоров, из которых только 191 были приведены в исполнение, а в революционные годы — с 1905 по 1910 год — было вынесено 5735 смертных приговоров по политическим преступлениям, считая приговоры военно-полевых судов, из которых приведён в исполнение 3741 приговор.

### Число расстрелянных по приговорам ВЧК
Согласно Роберту Конквесту, всего по приговорам революционных трибуналов и внесудебных заседаний ЧК в 1917—1922 годах было расстреляно 140 тысяч человек.
Исследователь истории ВЧК О. Б. Мозохин на основании архивных данных подверг критике эту цифру. По его словам, «со всеми оговорками и натяжками число жертв органов ВЧК можно оценивать в цифру никак не более 50 тыс. человек». На основании изучения протоколов заседаний Чрезвычайных комиссий он отметил также, что приговоры к высшей мере наказания были скорее исключением, чем правилом, причём большинство расстрелянных было казнено за общеуголовные преступления.
Кандидат исторических наук Николай Заяц указывает, что число расстрелянных органами ЧК в 1918—1922 годах составляет примерно 37,3 тыс. чел., расстрелянных в 1918—1921 годах по приговорам трибуналов — 14,2 тыс., то есть всего около 50-55 тыс. чел.
При этом общее количество жертв красного террора может быть выше, так как красный террор проводили не только органы ВЧК.

## Оценки
Историки Ю. Г. Фельштинский и Г. И. Чернявский считают, что есть принципиальная разница между жестокостью белых и красных. Они признают факты жестокости белых, но считают, что они носили «характер инцидентов» (в том числе и еврейские погромы); белые не применяли жестокость по социальному признаку, они воевали с противостоящей им армией. Но при этом авторы признают применение белыми насилия помимо военных, ещё и к гражданским лицам по партийному (идеологическому) критерию. Террор большевиков авторы считают следствием идеологической борьбы против определённых социальных классов, но при этом делают вывод о том, что «советская власть воевала не за интересы народа, а против народа».
Фельштинский и Чернявский приходят в работе «Красный террор» к выводу, что основная причина красного террора заключалась в отчуждении советской власти от основных социальных структур общества, в её враждебности простым трудовым людям, людям знаний и общественной инициативы. Красный террор, проводившийся с личного одобрения В. И. Ленина по своим масштабам, глубине, бесчеловечности ни в коем случае не может быть сопоставлен с «белым террором», который являлся ответным и обусловленным обстоятельствами и конъюнктурой гражданской войны.
После занятия белыми войсками территорий, на которых ранее свирепствовал «красный террор», в зданиях «чрезвычаек» и тюрем находили многочисленные вещественные доказательства, свидетельствующие о пристрастии чекистов к кокаину и другим наркотикам, причём от рядовых расстрельщиков-палачей до руководства включительно, так С. П. Мельгунов, руководивший следственной комиссией ВСЮР по расследованию преступлений красных, пишет о «целых кучах флаконов из под кокаина», обнаруженных им почти в каждом шкафу киевской ЧК и других «чрезвычаек», а также о гомосексуализме и садизме среди чекистов. Схожие свидетельства содержатся в наблюдениях Г. Ф. Нилостонского.
Историк П. А. Голуб в работе «Белый террор в России (1918—1920 гг.)» утверждает, что красный террор представлял собой защитную, ответную, а потому справедливую реакцию против белого террора, против действий белых и их сторонников в советском тылу и вооружённой интервенции иностранных государств с целью восстановления дореволюционного режима.
Говоря о сталинских репрессиях, президент России Владимир Путин в 2007 году назвал их причиной предыдущие годы жестокости:

…Достаточно вспомнить расстрелы заложников во время Гражданской войны, уничтожение целых сословий, духовенства, раскулачивание крестьянства, уничтожение казачества. Такие трагедии повторялись в истории человечества не однажды. И всегда это случалось тогда, когда привлекательные на первый взгляд, но пустые на поверку идеалы ставились выше основной ценности — ценности человеческой жизни, выше прав и свобод человека. Для нашей страны это особая трагедия. Потому что масштаб колоссальный. Ведь уничтожены были, сосланы в лагеря, расстреляны, замучены сотни тысяч, миллионы человек. Причём это, как правило, люди со своим собственным мнением. Это люди, которые не боялись его высказывать. Это наиболее эффективные люди. Это цвет нации. И, конечно, мы долгие годы до сих пор ощущаем эту трагедию на себе. Многое нужно сделать для того, чтобы это никогда не забывалось.— интервью газете «Труд»

## Память жертв красного террора

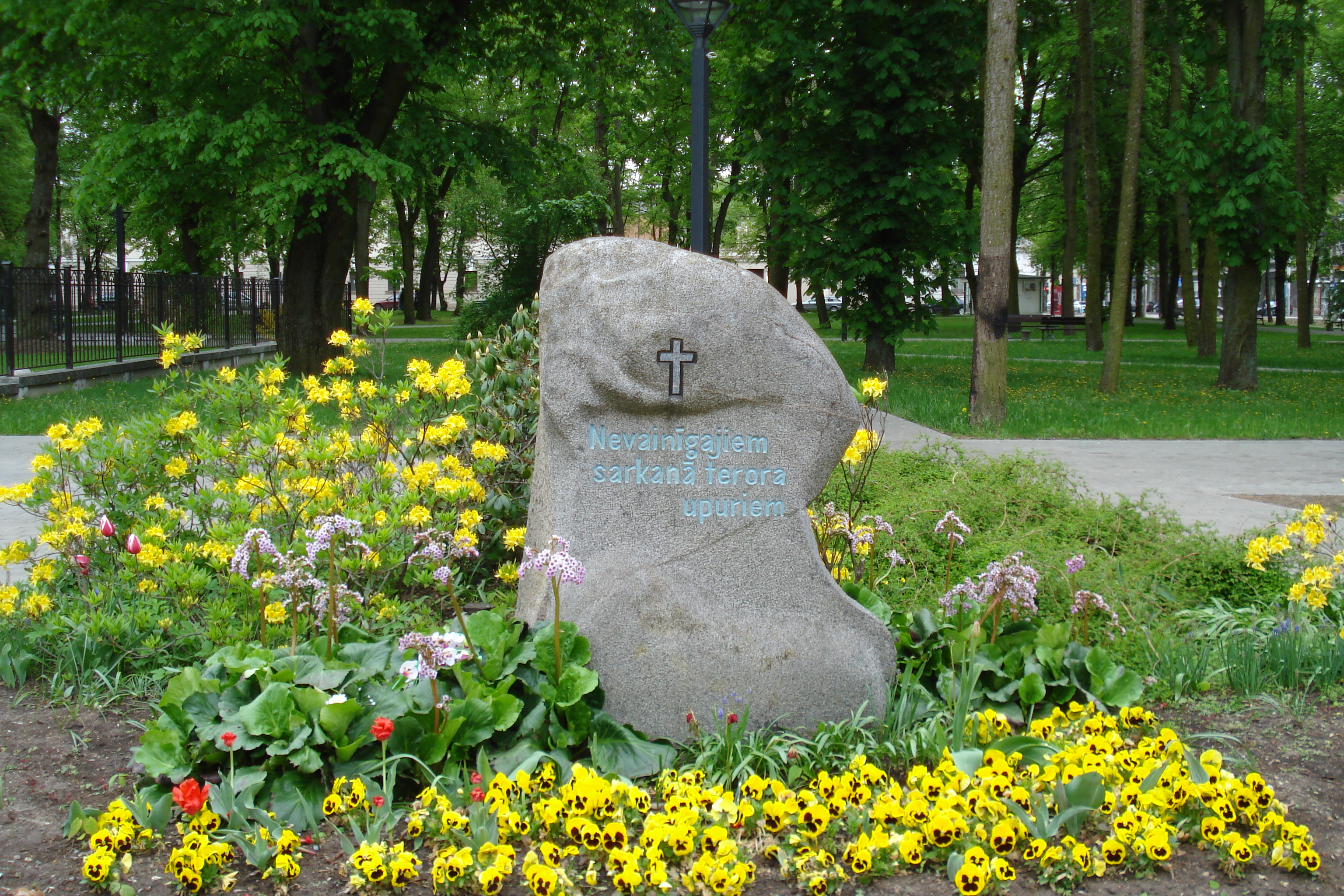
Памятный камень жертвам красного террора в Даугавпилсе

- Музей политической полиции России — первое историческое здание ВЧК, бывш. ведомственный музей ВЧК-ОГПУ (Петербург, Гороховая ул., д.2).
- Мемориальная доска расстрелянным в ходе Красного террора жителям Судака у горы Алчак в Крыму.
- Памятная каменная плита жертвам Красного террора в Калязине, Тверская область.
- Памятная доска жертвам Красного террора в Алупке, Крым.
- Памятный крест Красного террора в Феодосии, Крым.
- Памятный крест Красного террора в Керчи, Крым.
- Мемориальная доска жертвам Красного террора в Ялте, Крым.
- Памятник жертвам Красного террора в Раквере, Эстония.
- Памятный камень жертвам красного террора в Даугавпилсе, Латвия.
- Памятный крест жертвам Красного террора на горе близ посёлка Ушановский, недалеко от Усть-Каменогорска, Казахстан.
- Памятный крест жертвам Красного террора в Петровском парке на территории храма Благовещения Пресвятой Богородицы, Москва.
- Мемориальный камень в память о жертвах Красного террора в Курмыше, Нижегородская область.
- Часовня в Багреевке

10 декабря 2008 года в усадьбе Багреевка (недалеко от Ялты), состоялась церемония освящения закладки будущей часовни во имя иконы Знамения Пресвятыя Богородицы Курско-Коренной (1925) на месте массовых расстрелов жителей Ялты в период с 7 декабря 1920 года по 25 марта 1921 года. Здесь приняли смерть около 1000 человек. В настоящее время усилиями киевлянина, бывшего прокурора Л. М. Абраменко выявлено около 800 имён тех, чьи останки покоятся в Багреевке.
Среди расстрелянных — княгиня Н. А. Барятинская, её дочь И. В. Мальцова (была беременной), её муж капитан-лейтенант Черноморского флота С. И. Мальцов, его отец — генерал И. С. Мальцов (основатель Симеиза). Среди расстрелянных было много известных старых генералов, которые не служили в Белой армии: генерал-майор А. П. Багратион (прямой потомок героя 1812 года), генерал-лейтенант Н. П. Бобырь, генерал-майор В. Д. Орехов и др. В Багреевке погибли протоиерей храма Св. Александра Невского (Ялта) К. М. Агеев, сын Павла Ундольского (строителя и первого священника Форосской церкви) — Василий, фотограф государя-императора А. М. Иваницкий, Д. А. Алчевский, сын основателя г. Алчевска А. Ю. Алчевского и его жены — знаменитого педагога Христины Алчевской. В числе расстрелянных были люди самых разных национальностей и социального положения: дворяне и крестьяне, военнослужащие и священники, студенты и медицинские сёстры, рабочие и учёные, адвокаты и судьи.
День памяти жертв красного террора отмечается 5 сентября, в годовщину декрета Совнаркома «О красном терроре», начиная с 1970-х годов.

### В произведениях культуры
- Художественный фильм «Зверства большевиков после сдачи Киева 21 августа 1919» («Людская бойня. Живой тир в застенках советских чрезвычаек»; «Через кровь к возрождению»; «Киевская чрезвычайка») (Россия, 1919)
- Художественный фильм «Одесская чрезвычайка» (Россия, 1919)
- Художественный фильм «Чекист» (1992, Франция-Россия)
- Телесериал «Дневник убийцы» (2002, Россия)
- Художественный фильм «Солнечный удар» (2014, Россия)

## Фотографии

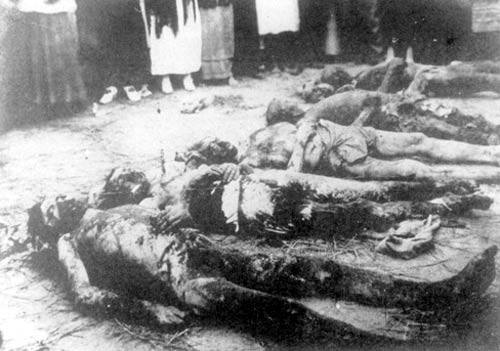
Тела жертв Херсонской ЧК в подвале дома Тюльпанова, 1918 год
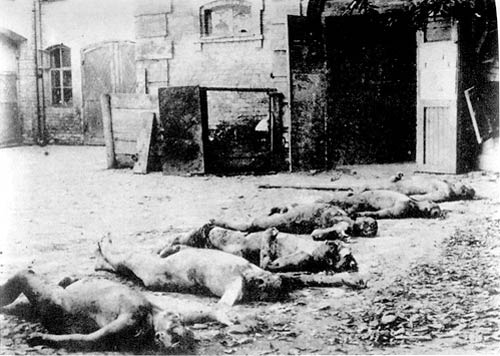
Тела жертв красного террора в Харькове, улица Садовая д. 5
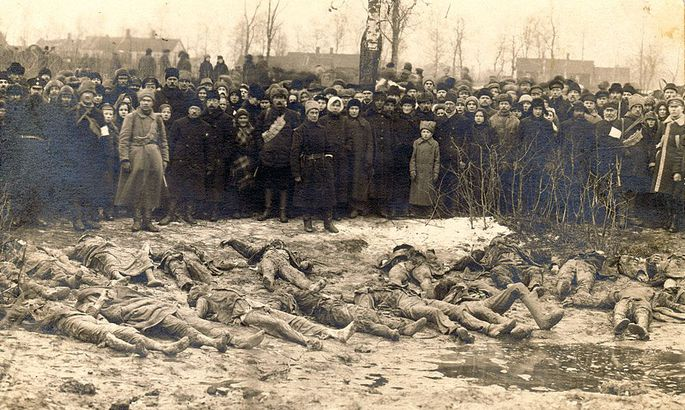
Раскопки одного из захоронений лиц, убитых большевиками в лесу Палермо, Раквере, Эстония, 1919 год
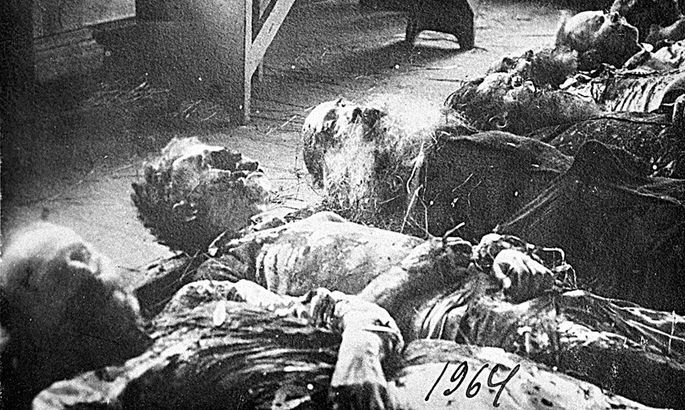
Жертвы большевиков в Тарту, Эстония, 1919 год
Харьков, 1919 год. Трупы женщин-заложниц (С. Иванова — владелица мелочного магазина, А. И. Карольская — жена полковника, Л. Хлопкова — помещица)